# Presidenza di James Buchanan
La presidenza di James Buchanan ebbe inizio il 4 marzo 1857 con l'insediamento e si concluse il 4 marzo 1861. Buchanan, esponente di rilievo del Partito Democratico per la Pennsylvania, divenne il 15º presidente degli Stati Uniti d'America battendo l'ex presidente Millard Fillmore dei Know Nothing e John Charles Frémont del neonato Partito Repubblicano nelle elezioni presidenziali del 1856.
Ottenne la nomination democratica alla Convention del Partito superando sia l'ex presidente Franklin Pierce che il senatore dell'Illinois Stephen A. Douglas.
Durante la precedente presidenza di Franklin Pierce, Buchanan era stato ambasciatore nel Regno Unito ed ebbe quindi la ventura di non essere coinvolto nella polemica attorno alla legge Kansas-Nebraska Act che aveva profondamente diviso il paese e lo stesso Partito Democratico.
Prima di entrare in carica fece pressioni sulla Corte Suprema perché, nel caso Dred Scott contro Sandford, legittimasse in modo ampio la schiavitù. Si alleò con il Sud nel tentativo di ottenere l'ammissione del Kansas all'Unione come Stato schiavista con la "Costituzione di Lecompton". Sempre conciliatorio, almeno in apparenza, cercò comunque costantemente di non alienarsi né i secessionisti né gli unionisti ed in tal maniera finì col non piacere mai veramente a nessuno.
Venne spesso chiamato "doppia faccia", un nordista con forti simpatie sudiste, combattendo contro Douglas (leader della corrente fautrice del "principio di sovranità popolare" nella questione dello schiavismo) per avere il controllo totale del Partito; mentre aumentava la spaccatura tra stati schiavisti e stati liberi, il paese fu colpito dalla crisi economica dovuta al panico del 1857, con diffusi fallimenti di imprese ed un elevato tasso di disoccupazione. Nel corso di questi anni si assisté anche al confronto armato prolungato che vide contrapposti i pionieri mormoni nel territorio dello Utah e le forze federali: la guerra dello Utah durò dal maggio del 1857 al luglio del 1858.

Nel suo discorso inaugurale promise di rimanere in carica solo per un quadriennio e, col montare della crisi nazionale sulla questione della schiavitù, nessuno gli chiese di revocare questo proposito, accettato da tutti come un impegno preso. Tuttavia, nonostante la sua radicata esperienza nelle questioni diplomatiche, non fu capace di calmare la crescente crisi tra Nord e Sud che avrebbe tragicamente diviso la nazione verso la fine del suo mandato; la successiva presidenza di Abraham Lincoln dovette infatti misurarsi con la secessione del Sud riunito negli Stati Confederati d'America e la conseguente guerra di secessione americana. 

La firma autografa del presidente Buchanan.

Il candidato repubblicano del 1860, Abraham Lincoln, aveva come programma politico di mantenere la schiavitù laddove essa fosse già presente, ma di non farla estendere anche ai territori occidentali; batté lo stesso democratico Douglas, il sudista vicepresidente in carica John C. Breckinridge e John Bell, vincendo così le elezioni presidenziali del 1860. In risposta alla vittoria di Lincoln sette Stati del Sud dichiararono la loro separazione dall'Unione. Nei quattro mesi tra le elezioni e il passaggio delle consegne, Buchanan si rifiutò con decisione di affrontare gli Stati ribelli con la forza militare, ma riuscì a mantenere il controllo di Fort Sumter. La crisi culminò con la guerra civile subito dopo che Buchanan lasciò la carica. È finora l'unico presidente della storia degli Stati Uniti d'America celibe sia al momento dell'elezione sia durante il mandato.

## Elezioni presidenziali del 1856
(Mario Francini, Storia dei presidenti americani Tascabili Newton 1996, pag. 33.)
L'incarico di ambasciatore presso il Regno Unito collocò Buchanan molto convenientemente al di fuori del paese mentre era in corso un aspro dibattito a livello nazionale nei riguardi della legge Kansas-Nebraska Act. Sebbene non avesse dichiarato apertamente di volersi candidare alla presidenza, scelse deliberatamente di non scoraggiare il movimento d'opinione che si formò attorno al suo nome, anche se talvolta ne ebbe l'occasione.

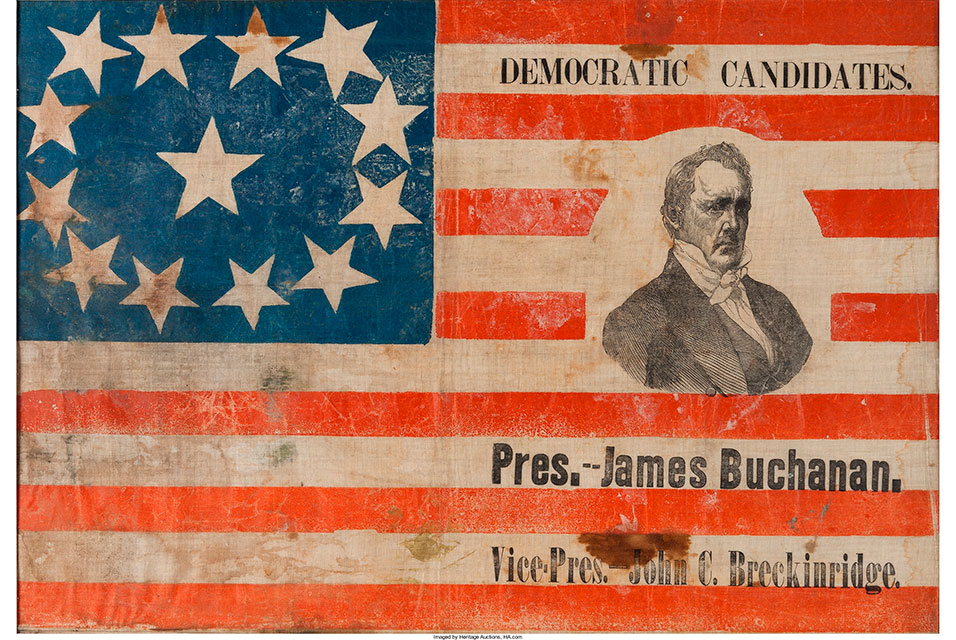
Bandiera per la campagna elettorale dei Democratici.

La Convenzione nazionale democratica si riunì a giugno e adottò un programma politico che rifletteva in gran parte le idee e opinioni dello stesso Buchanan, incluso il sostegno alle Fugitive slave laws (leggi sugli schiavi fuggitivi), una certa fermezza contro le agitazioni dei fautori dell'abolizionismo e l'aumento d'influenza statunitense nella regione del Golfo del Messico. Il presidente in carica Franklin Pierce sperò in un primo momento di potersi ricandidare, e il senatore Stephen A. Douglas appariva un candidato forte. Tuttavia, Buchanan era già in testa alla prima votazione grazie al sostegno dei potenti senatori John Slidell, Jesse David Bright e Thomas Francis Bayard, che presentarono Buchanan come un leader esperto che avrebbe potuto appellarsi tanto al Nord quanto al Sud. Riuscì alfine ad ottenere la candidatura ufficiale dopo 17 votazioni e gli venne affiancato John C. Breckinridge del Kentucky come candidato vicepresidente.
Durante il 1856 il Partito Whig, che da tempo rappresentava la principale forza d'opposizione ai Democratici, in preda già da qualche anno a una forte crisi sulla questione della schiavitù, si dissolse. Buchanan si trovò ad affrontare due concorrenti, l'ex presidente Whig Millard Fillmore, candidato per il Partito "Know Nothing", e l'abolizionista radicale John Charles Frémont associatosi ai Repubblicani.

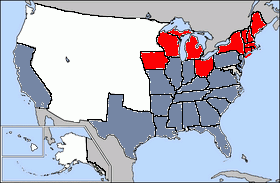
Mappa dei risultati alle elezioni del 1856; Buchanan conquistò tutto il Sud e il centro del paese, i Repubblicani (in rosso) si dovettero accontentare dell'estremo Nord.

Come era consuetudine in quei tempi, Buchanan non condusse una campagna elettorale vera e propria, ma si limitò a scrivere lettere promettendo di sostenere in tutti i suoi punti il programma elettorale dei Democratici. Alle elezioni vinse in tutti gli Stati schiavisti tranne il Maryland, così come in cinque Stati liberi compreso il proprio; ottenne il 45% del voto popolare e 174 grandi elettori rispetto ai 114 di Frémont e agli 8 di Fillmore. Divenne il primo presidente nato in Pennsylvania; il secondo è Joe Biden.
Nel suo discorso di vittoria attaccò i Repubblicani, definendoli un'organizzazione pericolosa e geograficamente limitata che aveva aggredito in maniera sleale il Sud: anche nel corso della cerimonia d'inaugurazione affermò che "l'oggetto della mia amministrazione sarà quello di distruggere i partiti localistici che mettono in antitesi il Nord al Sud e di ripristinare l'armonia nell'Unione sotto un governo nazionale e conservatore".

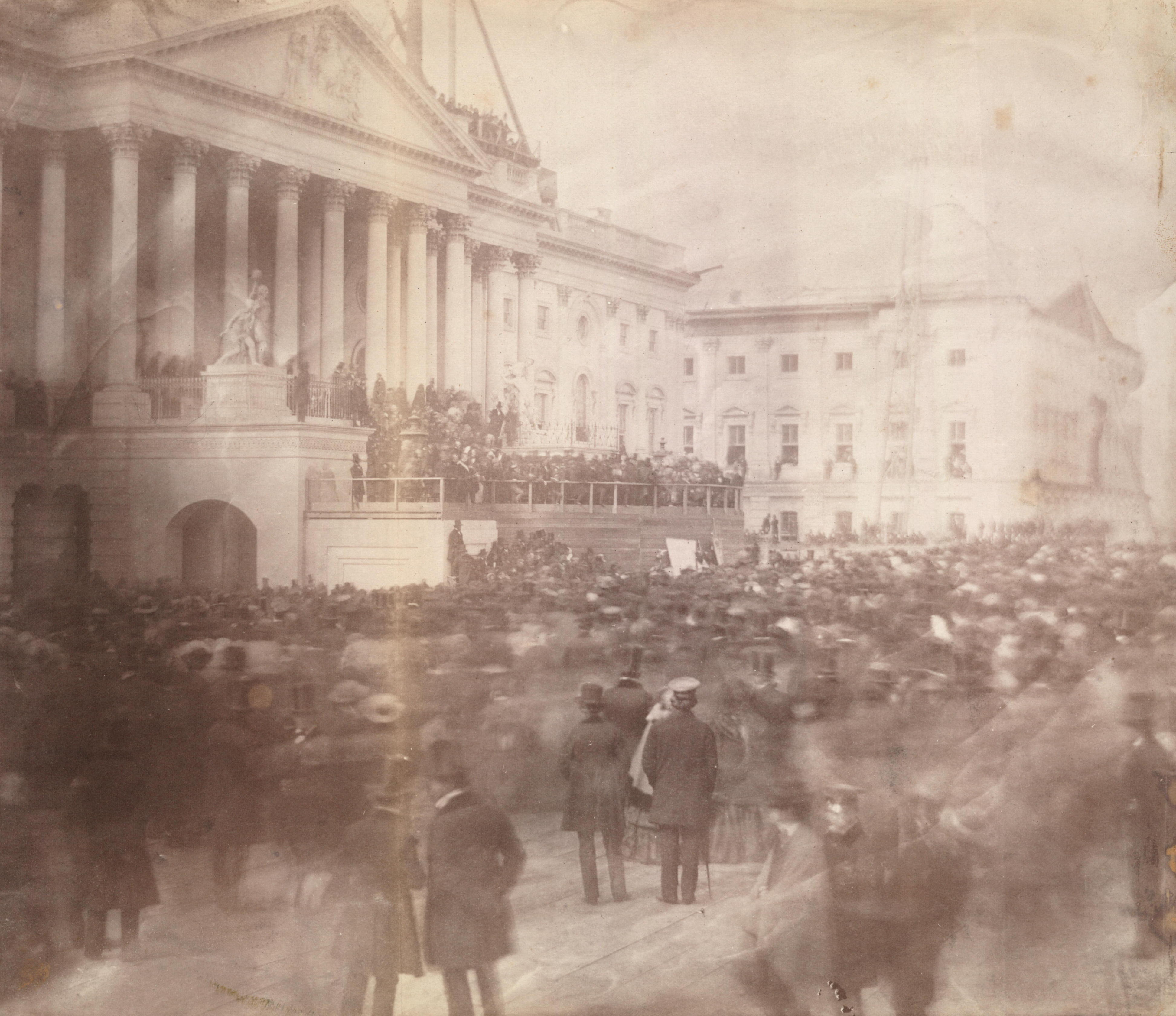
L'inaugurazione di Buchanan.

## Inaugurazione
Buchanan divenne il 15º presidente degli Stati Uniti d'America il 4 marzo 1857, la cerimonia d'inaugurazione e insediamento del presidente degli Stati Uniti d'America si tenne nel portico est del Campidoglio. Il presidente della Corte suprema Roger Brooke Taney presiedette al giuramento dell'eletto.
Nel suo discorso inaugurale Buchanan si impegnò a restare in carica per un solo mandato. Parlò assai criticamente delle crescenti divisioni sulla questione schiavitù e sul suo status nei territori; affermò esplicitamente che il Congresso non avrebbe dovuto svolgere alcun ruolo nella determinazione dello status di schiavitù o meno negli Stati o nei territori. Il nuovo presidente disse che
Sostenne inoltre che un codice schiavista federale avrebbe dovuto proteggere i diritti dei proprietari di schiavi in qualsiasi territorio; alluse ad un caso pendente della Corte suprema, Dred Scott contro Sandford, che - proclamò - avrebbe risolto in modo permanente la questione della schiavitù. Buchanan difatti conosceva già l'esito del caso e aveva anche giocato una parte importante nel percorso verso la sentenza.
Partiti politici: 

  Democratico
  Repubblicano
| Presidente                     |  | James Buchanan          | 1857 - 1861 |  |  |
| Vicepresidente                 |  | John C. Breckinridge    | 1857 - 1861 |  |  |
|                                |  |                         |             |  |  |
| Segretario di Stato            |  | Lewis Cass              | 1857 – 1860 |  |  |
| Segretario di Stato            |  | Jeremiah Sullivan Black | 1860 – 1861 |  |  |
| Segretario al tesoro           |  | Howell Cobb             | 1857 – 1860 |  |  |
| Segretario al tesoro           |  | Philip Francis Thomas   | 1860 – 1861 |  |  |
| Segretario al tesoro           |  | John Adams Dix          | 1861        |  |  |
| Segretario alla Guerra         |  | John Buchanan Floyd     | 1857 – 1860 |  |  |
| Segretario alla Guerra         |  | Joseph Holt             | 1860 - 1861 |  |  |
| Procuratore generale           |  | Jeremiah Sullivan Black | 1857 - 1860 |  |  |
| Procuratore generale           |  | Edwin McMasters Stanton | 1860 - 1861 |  |  |
| Direttore generale delle poste |  | Aaron Venable Brown     | 1857 – 1859 |  |  |
| Direttore generale delle poste |  | Joseph Holt             | 1859 - 1860 |  |  |
| Direttore generale delle poste |  | Horatio King            | 1861        |  |  |
| Segretario alla Marina         |  | Isaac Toucey            | 1857 - 1861 |  |  |
| Segretario degli Interni       |  | Jacob Thompson          | 1857 - 1861 |  |  |

## Cronologia
Gli avvenimenti salienti della presidenza Buchanan furono:
1857
- sentenza Dred Scott contro Sandford;
- scoppio della guerra dello Utah;
- panico del 1857;
- massacro di Mountain Meadows;
- proposta da parte di William Daniel d'introdurre il proibizionismo;
- prosecuzione dell'ultima delle guerre Seminole;
- prosecuzione del Bleeding Kansas scoppiato nel 1854;

1858
- ammissione del Minnesota in qualità di 32° Stato federato;
- candidatura di Abraham Lincoln al Senato per l'Illinois;
- fondazione della Società dei sacerdoti missionari di San Paolo apostolo;
- morte di Casacca-di-Ferro;
- stipula del trattato di amicizia e commercio nippo-americano;
- posa del primo cavo sottomarino transatlantico, che avrebbe collegato gli Stati Uniti all'Europa;
- dibattiti Lincoln-Douglas;
- morte di Dred Scott;

1859
- ammissione dell'Oregon in qualità di 33º Stato dell'Unione;
- prima partita di baseball giocata tra l'Amherst College e il Williams College;
- evento di Carrington;
- morte di Washington Irving;
- esecuzione di John Brown;

1860
- "discorso di Cooper Union" pronunciato dal candidato per il Partito Repubblicano Lincoln;
- primo servizio di pony Express tra Saint Joseph (Missouri) e Sacramento (California);
- censimento del 1860;
- disastro della Lady Elgin;
- vittoria di Abraham Lincoln alle elezioni presidenziali del 1860;
- proclamazione della secessione da parte della Carolina del Sud;
- raggiungimento della popolazione stimata di schiavi negli Stati Uniti meridionali della cifra di 4 milioni;

1861
- rifiuto della secessione da parte di Delaware,
- proclamazione della secessione da parte di Mississippi, Florida, Alabama, Georgia e Louisiana, il primo gruppo a far parte degli Stati Confederati d'America;
- ammissione del Kansas in qualità di 34º Stato federato;
- inaugurazione della presidenza di Jefferson Davis;
- organizzazione del territorio del Colorado, del territorio del Nevada e del territorio del Dakota;
- insediamento della presidenza di Abraham Lincoln

### Gabinetto ministeriale

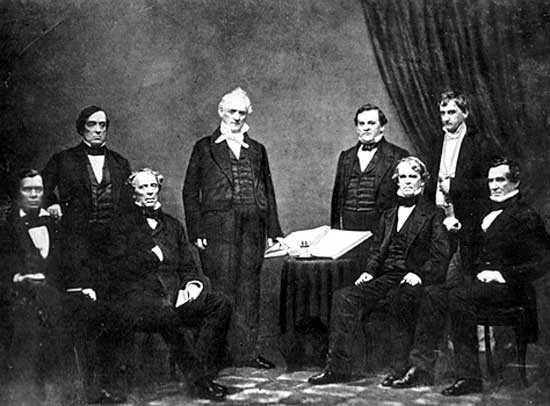
Il gabinetto Buchanan nel 1859 circa. Da sinistra: Jacob Thompson, Lewis Cass, John Buchanan Floyd, James Buchanan, Howell Cobb, Isaac Toucey, Joseph Holt e Jeremiah Sullivan Black.

All'approssimarsi del 4 marzo Buchanan cercò di stabilire una squadra di governo armoniosa, sperando di evitare le lotte intestine che avevano afflitto la presidenza di Andrew Jackson; tentò di essere il capo chiaro e indiscusso e pertanto scelse solamente degli uomini che si sarebbero trovati sempre d'accordo con le sue opinioni.
Anticipando che la sua amministrazione si sarebbe concentrata sulla politica estera e che egli stesso l'avrebbe in gran parte diretta, Buchanan nominò l'anziano Lewis Cass a segretario di Stato. Cass fu progressivamente marginalizzato, e gli affari esteri furono gestiti da Buchanan e dal vice segretario John Appleton. Nella nomina dei ministri, il presidente scelse quattro sudisti e tre nordisti, uno dei quali, Isac Toucey, un doughface, cioè un nordista simpatizzante per il Sud.
Oltre al Cass, solo Jeremiah Sullivan Black non era apertamente a favore del Sud, anche se disprezzava gli abolizionisti e il Free Soil Party.
La nomina di sudisti e di loro simpatizzanti rese sgradito il nuovo presidente a molti del Nord e aver ignorato i seguaci di Stephen A. Douglas divise gravemente il Partito Democratico. Buchanan doveva la sua nomina anche alla decisione di Douglas di ritirarsi alla Convention nazionale democratica, ma egli non lo amò mai personalmente, preferendogli Jesse David Bright, che sperava di prendere il suo posto di leader dei Democratici del "West".
Al di fuori dell'ambito più strettamente governativo, Buchanan lasciò ai loro posti molti degli amministratori della presidenza di Franklin Pierce, ma rimosse un numero sproporzionato di nordisti che mantenevano legami con lo stesso Pierce e con Douglas. Il presidente mise subito in un angolo anche il proprio vicepresidente John C. Breckinridge; quest'ultimo svolse sempre un ruolo minore all'interno dell'amministrazione.

### Nomine giuridiche
Buchanan nominò un solo giudice per la Corte suprema, Nathan Clifford. Il posto divenne vacante dopo le dimissioni di Benjamin Robbins Curtis, che aveva fortemente disapprovato la sentenza del caso "Dred Scott". Clifford rimase in carica fino al 1881. Una seconda nomina fu necessaria alla morte di Peter Vivian Daniel nel 1860, e Buchanan indicò il procuratore generale Black, la cui nomina però non passò la ratifica del Senato, avvenuta dopo le elezioni del 1860, e la Corte suprema aveva un posto vacante al termine della presidenza Buchanan. 
| Nome            | Seggio | Stato         | 'Inizio servizio attivo | Termine servizio attivo |
| Nathan Clifford | 2°     | Massachusetts | 12 gennaio 1858         | 25 luglio 1881          |

Il presidente inoltre scelse altri sette giudici federali, tutti nei tribunali distrettuali.
| Nome                      | Corte                                      | Inizio servizio attivo | Termine servizio attivo |
| Asa Biggs                 | Carolina del Nord                          | 13 maggio 1858         | 3 aprile 1861           |
| John Cadwalader           | Pennsylvania Orientale                     | 24 aprile 1858         | 26 gennaio 1879         |
| Matthew Paul Deady        | Oregon                                     | 9 marzo 1859           | 24 marzo 1893           |
| William Giles Jones       | Alabama Settentrionale Alabama Meridionale | 29 settembre 1859      | 12 gennaio 1861         |
| Wilson McCandless         | Pennsylvania Occidentale                   | 8 febbraio 1859        | 07                      |
| Rensselaer Russell Nelson | Minnesota                                  | 20 maggio 1858         | 16 maggio 1896          |
| William Davis Shipman     | Connecticut                                | 12 marzo 1860          | 16 aprile 1873          |

Nominò infine due nuovi componenti della Corte di cassazione.

La bandiera degli Stati Uniti d'America a 34 stelle inaugurata nel 1861.

| Nome                    | Inizio servizio attivo | Termine servizio attivo |
| ----------------------- | ---------------------- | ----------------------- |
| John James Gilchrist    | 3 marzo 1855           | 1858                    |
| George Parker Scarburgh | 8 maggio 1855          | 11 aprile 1861          |

### Nuovi Stati ammessi nell'Unione
Furono tre i nuovi Stati ammessi nell'Unione mentre Buchanan si trovava in carica:
- Minnesota - Dall'11 maggio 1858[16] in qualità di 32° Stato federato;
- Oregon - Dal 14 febbraio 1859[17] in qualità di 33º Stato federato;
- Kansas - Dal 29 gennaio 1861[18] in qualità di 34º Stato federato.

## Caso Dred Scott
All'indomani della guerra messico-statunitense, la questione che animò la politica nazionale divenne la schiavitù nei territori dell'Ovest. Anche se l'abolizionismo non era ancora una forza organizzata, molti al Nord vedevano la schiavitù come una piaga morale e pertanto erano contrari che si espandesse all'Ovest. I Sudisti erano profondamente offesi dagli attacchi alla schiavitù su basi morali e temevano che la proibizione dello schiavismo nei territori potesse condurre come naturale conseguenza alla sua messa in discussione anche nel Sud. Il "compromesso del 1850" aveva contribuito a disinnescare, anche se solo temporaneamente, la situazione, ma ogni tentativo del Nord contro la legge sugli schiavi fuggitivi (Fugitive Slave Law), approvata come parte del compromesso, provocava forti reazioni nel profondo Sud. La pubblicazione nel 1852 de La capanna dello zio Tom ampliò il solco tra le due opinioni contrapposte.

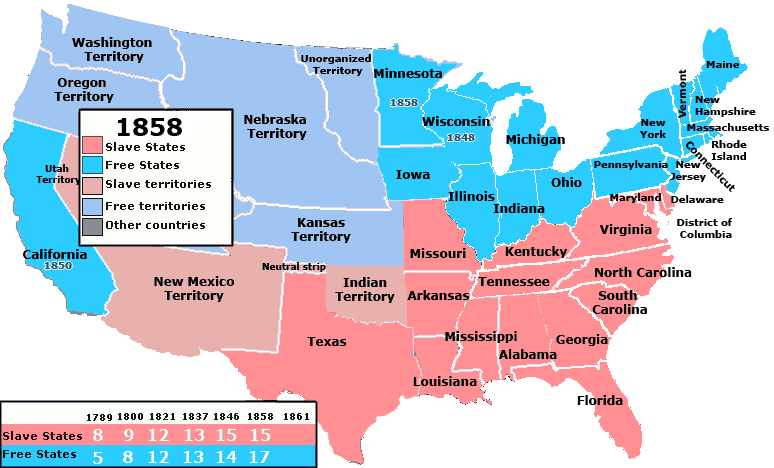
La situazione nel 1858 tra Stati liberi (in celeste) e schiavisti (in rosso) a seguito dell'ammissione del Minnesota nell'Unione.

Nel 1854 la legge Kansas-Nebraska Act aveva abrogato di fatto il "compromesso del Missouri" del 1820, che limitava la pratica schiavista solo a Sud del 36°30′ parallelo, e invece introduceva il principio della libera scelta per ogni nuovo Stato, che avrebbe dovuto decidere da sé seguendo il "principio di sovranità popolare". La legge si rivelò assai impopolare nel Nord in quanto avrebbe consentito la schiavitù in tutti i territori del West, non escludendo la creazione di Stati schiavisti anche a Nord del 36°30′ parallelo.
Nei primi anni 1850 il Partito Whig si dissolse ed al suo posto prese forma il Partito Repubblicano. Esso era costituito in gran parte da Nordisti contrari all'espansione della schiavitù nei territori dell'Ovest. Poiché alcuni dei suoi primi esponenti volevano abolirla anche al Sud, i sudisti interpretarono l'esistenza stessa di questo nuovo Partito come un attacco al Sud e d'altro canto gli stessi Repubblicani fecero pochi sforzi di raccogliere voti al Sud anche con le altre loro proposte, che includevano il mantenimento di alti dazi doganali protezionisti e agli investimenti pubblici con fondi federali.
Al momento del suo insediamento Buchanan sperò non solo di porre fine alle tensioni inerenti alla questione schiavista, ma anche di sconfiggere quello che vedeva come un Partito pericolosamente limitato geograficamente. La questione più urgente da affrontare in materia di schiavitù riguardò il suo status nell'Ovest, e cioè se sovranità popolare significasse che i parlamenti dei territori potevano impedire l'ingresso di schiavi. Buchanan pensò che, a questo riguardo, potesse essere usata una causa pendente alla Corte suprema, per cui, nei mesi precedenti alla sua entrata in carica, cercò di influenzare il procedimento decisionale della Corte.

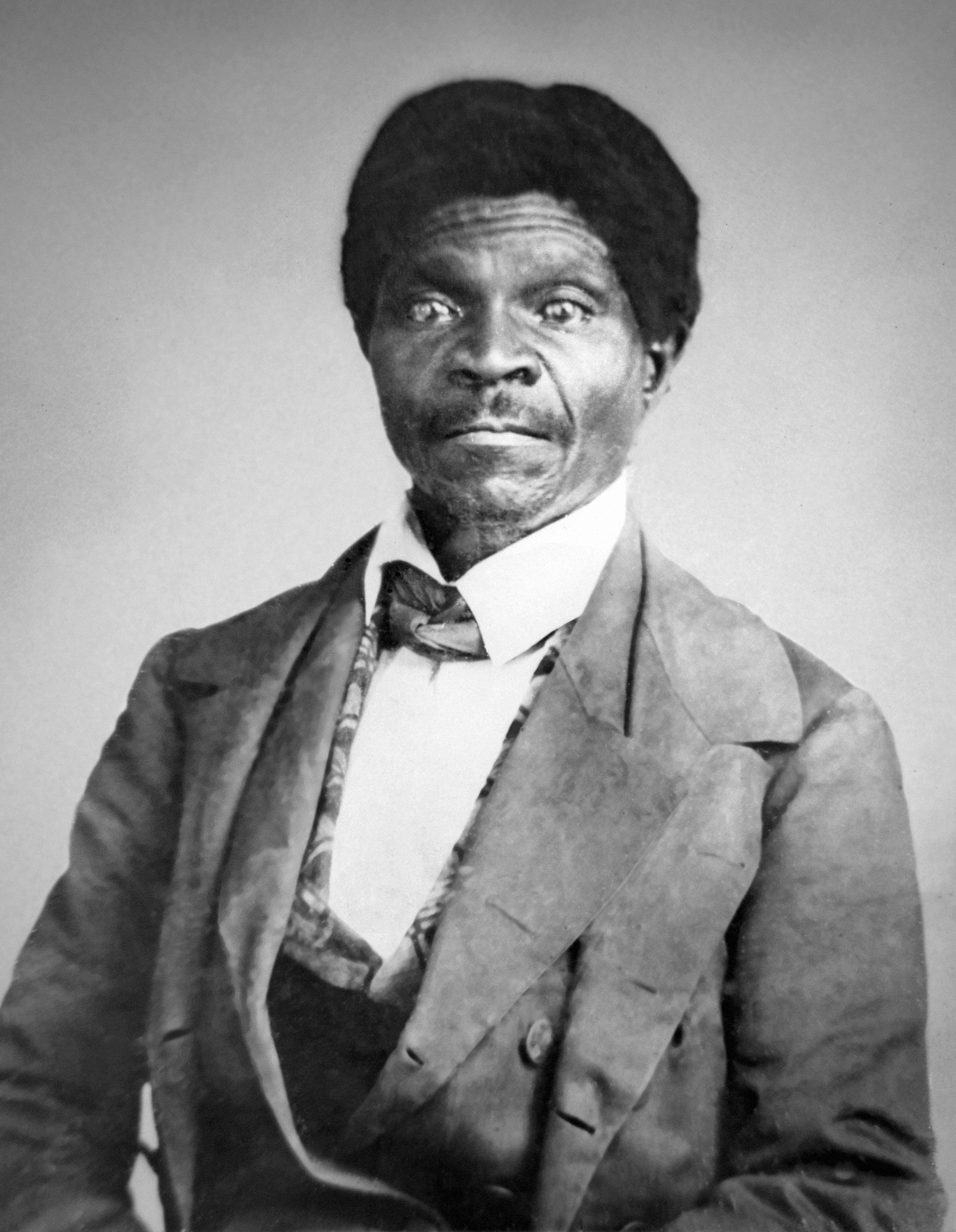
Dred Scott, protagonista del caso Dred Scott contro Sandford.

Appena due giorni dopo l'insediamento di Buchanan il presidente della Corte suprema Roger Brooke Taney pronunziò la sentenza sul caso Dred Scott contro Sandford la quale affermò che il Congresso non aveva alcun potere costituzionale di escludere la schiavitù dai territori. In precedenza, nel gennaio 1857, Buchanan aveva scritto al giudice John Catron per informarsi sull'esito del caso e suggerendo che una decisione più ampia si sarebbe rivelata col tempo la scelta più prudente. Catron, che era originario del Tennessee, rispose il 10 febbraio assicurando che la maggioranza sudista della Corte si sarebbe espressa contro Dred Scott, ma che con ogni probabilità avrebbe dovuto emettere la sentenza su basi assai ridotte se non vi fosse stato alcun sostegno da parte dei giudici del Nord, a meno che Buchanan non convincesse il suo conterraneo della Pennsylvania Robert Cooper Grier ad unirsi alla maggioranza.
Il presidente sperava che una decisione ad ampia maggioranza che tutelasse la schiavitù anche nei territori avrebbe potuto porre fine al dibattito, permettendo al paese di concentrarsi su altri problemi, tra cui l'eventuale annessione della Capitaneria generale di Cuba (con l'intento di farne uno Stato schiavista) e l'acquisizione di una più grande porzione di territorio messicano. Buchanan scrisse a Grier riuscendo a imporre il proprio punto di vista e permettendo così ad una maggioranza qualificata di emettere una decisione di più ampio respiro, che trascese le circostanze specifiche del caso e dichiarò incostituzionale il "compromesso del Missouri". La corrispondenza tra i due non venne al momento resa pubblica, tuttavia nel corso della sua cerimonia d'inaugurazione Buchanan fu visto impegnato in una conversazione a bassa voce con il presidente della Corte Taney. Quando la sentenza venne emessa due giorni dopo, i Repubblicani iniziarono a far diffondere la notizia che Taney avesse rivelato al presidente il risultato imminente. Il sostegno pubblico di Buchanan alla sentenza della Corte rese lui e il suo partito molto sgradito a molti al Nord, fin dall'inizio della sua presidenza.

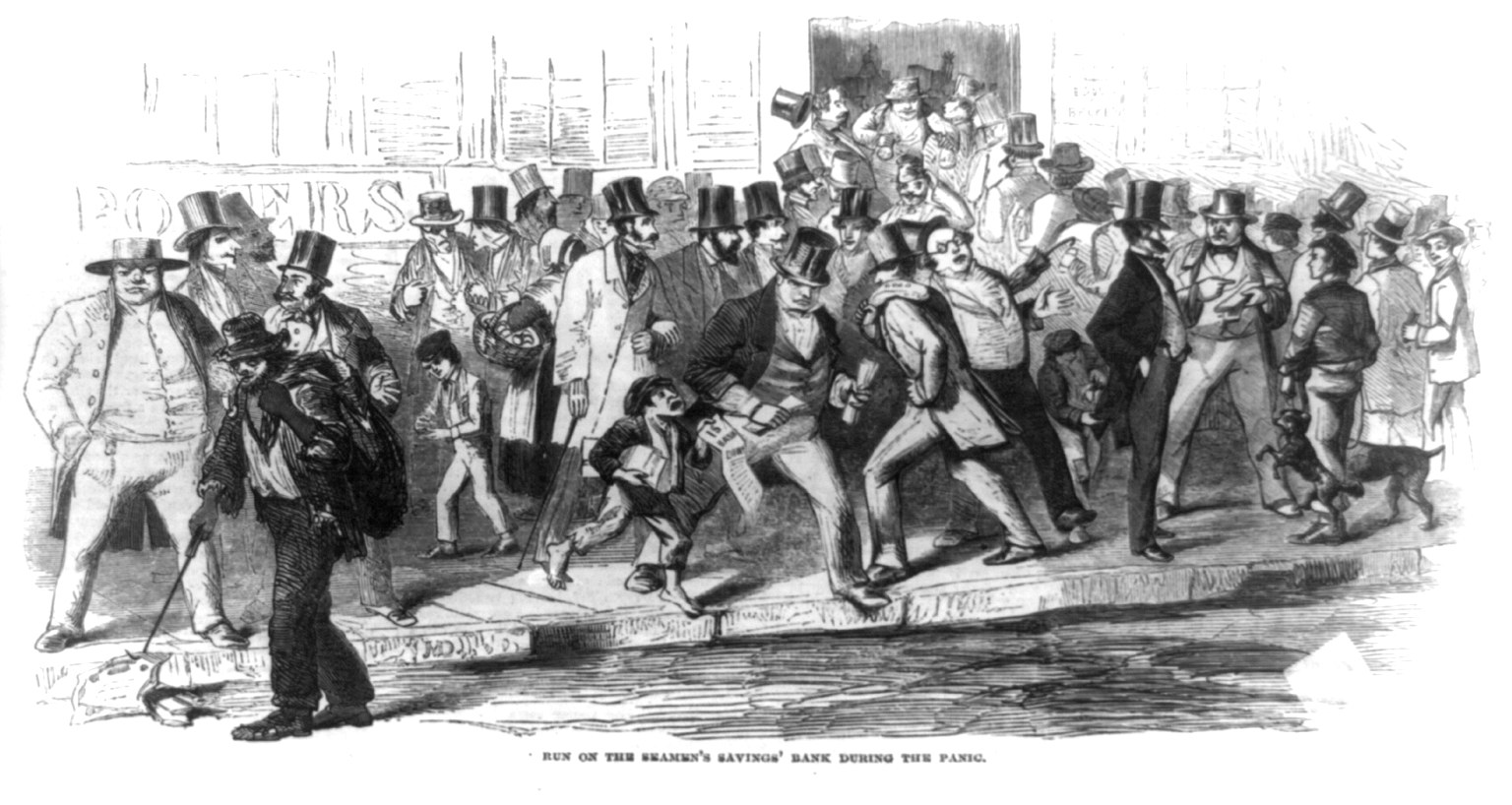
La corsa agli sportelli alla "Seamen's Savings' Bank" durante il panico del 1857.

## Panico del 1857 e misure economiche

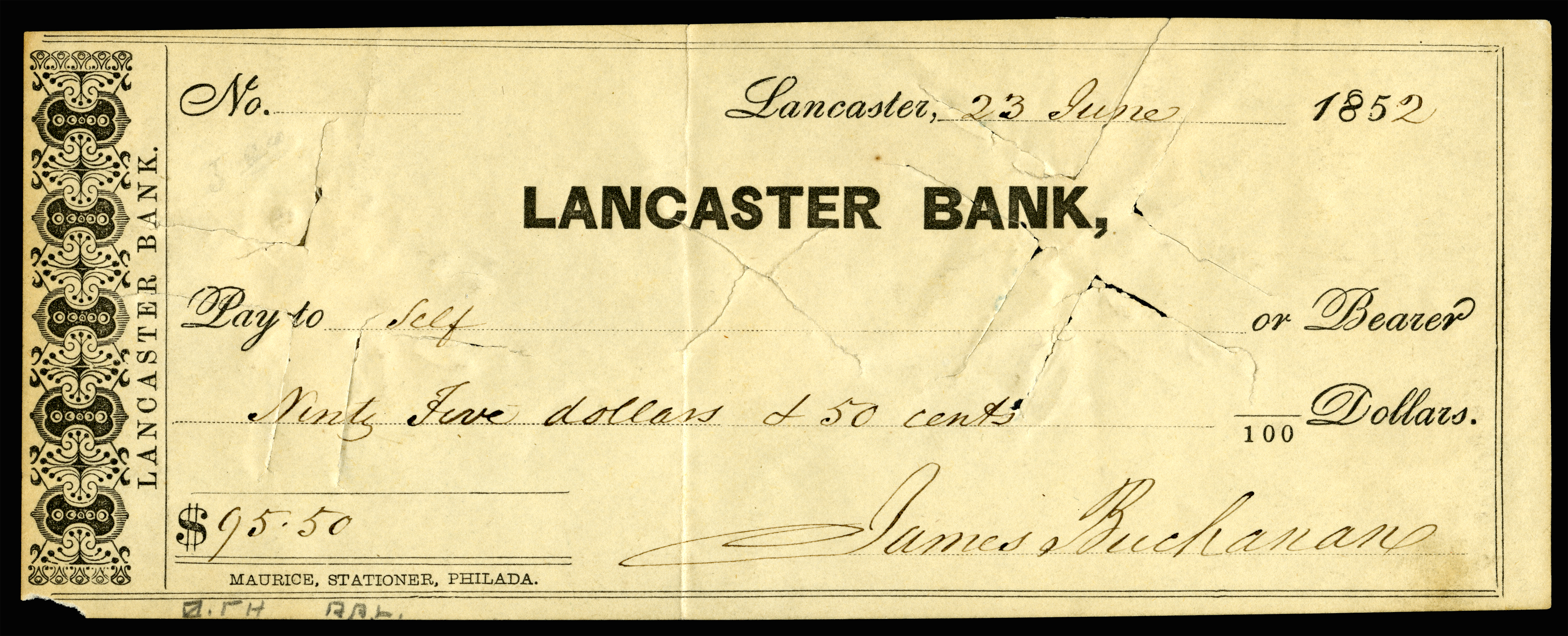
Un assegno firmato dal presidente.

Il panico del 1857 ebbe inizio in piena estate, inaugurato dal crollo a cascata di quattordici banche statali e più di 5.000 imprese. Il Sud riuscì in gran parte a sfuggire al crollo, ma le città del Nord videro numerosi uomini e donne improvvisamente disoccupati costretti a chiedere l'elemosina in strada. Confermando il suo credo "jacksoniano", la risposta di Buchanan fu "riforme, non aiuti in denaro". Il governo non era "in potere di elargire aiuti", ma avrebbe continuato a pagare i suoi debiti in moneta e,  sebbene non ridusse la quantità dei lavori pubblici, non li aumentò nemmeno. Esortò i singoli Stati a limitare le banche a un livello di credito, rispetto alla moneta metallica detenuta, di 3 a 1, e scoraggiò l'uso di titoli federali o statali come garanzia per l'emissione di banconote. Anche se l'economia nazionale cominciò a riprendersi due anni dopo, l'evento contribuì ad infiammare le tensioni preesistenti tra Nord e Sud, dato che molti al Nord diedero la colpa del "panico" alla legge sui dazi del 1857 favorevole al Sud e approvata l'ultimo giorno di mandato della presidenza di Franklin Pierce). Al Sud invece, e Buchanan era d'accordo, accusavano l'eccessiva speculazione dei banchieri del Nord.. In parte a causa del peggioramento economico generale, quando Buchanan terminò il mandato il deficit federale ammontava a 17 milioni di dollari, ben più alto rispetto a quattro anni prima.
Per tutto il 1858 e il 1859 il Congresso continuò a discutere di questioni incessantemente dibattute come i dazi e le infrastrutture; gli esponenti del Sud e dell'Ovest riuscirono a mantenere i bassi dazi della legge del 1857 fino al 1861. Molti spingevano per la costruzione di una ferrovia transcontinentale, ma la proposta di una sua costruzione fu respinta da una coalizione di esponenti del Sud e della Nuova Inghilterra. Tra i disegni di legge a cui Buchanan pose il veto vi fu anche l'Homestead Act,  che avrebbe dato 160 acri di terra pubblica ai coloni che vi fossero rimasti per almeno cinque anni,  e le Morrill Land-Grant Acts che avrebbero concesso terre pubbliche per fondare istituti di formazione agricola a livello universitario (le "land-grant university"). Queste leggi furono tutte promulgate nel corso della presidenza di Abraham Lincoln. Usò infine il diritto di veto contro un provvedimento per lavori che eliminassero i banchi di sabbia dal lago St. Clair. Il presidente sostenne che queste leggi andavano oltre il potere del governo federale come stabilito dalla Costituzione. Dopo la secessione del Sud il Congresso poté votare una legge Morrill sui dazi nel marzo del 1861, aumentandoli notevolmente.

## Guerra dello Utah

Il territorio dello Utah (in blu con contorno nero) e la proposta di Brigham Young sull'istituzione dello Stato di Deseret (linea tratteggiata). Mappa moderna sottostante per riferimento.

L'attuale Utah (in precedenza stato di Deseret e territorio dello Utah) era stato occupato dai membri della Chiesa di Gesù Cristo dei santi degli ultimi giorni, conosciuti come "mormoni", nel corso dei decenni precedenti; questi, sotto la guida di Brigham Young, avevano finito col diventare sempre più ostili nei riguardi dell'intervento federale. Young vessava i rappresentanti delle istituzioni federali e scoraggiava pesantemente gli estranei dallo stabilirsi nell'area di Salt Lake City.

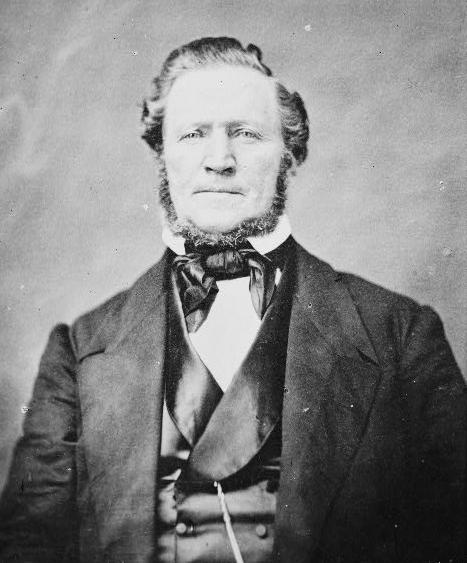
Il capo della Chiesa di Gesù Cristo dei santi degli ultimi giorni Brigham Young tra il 1855 e il 1865.

Nel settembre del 1857 la milizia mormone (ex legione di Nauvoo) uccise alcuni coloni provenienti dall'Arkansas e diretti verso la California, in quello che divenne noto come il massacro di Mountain Meadows. Buchanan si risentì anche personalmente dalla poligamia di Young.
Dando credito alle voci più cruente, e credendo che i mormoni si trovassero in uno stato di aperta ribellione, Buchanan mandò l'esercito nel novembre del 1857 per rimuovere con la forza Young come governatore territoriale e sostituirlo con Alfred Cumming, non mormone. I mormoni avevano spesso sfidato l'autorità federale, tuttavia alcuni si chiedevano se l'intervento militare fosse giustificabile o prudente, senza conferme precise sui fatti. A complicare ulteriormente la questione, Young non ricevette la comunicazione della sua destituzione, in quanto lo Utah era senza servizio postale da quando l'amministrazione Pierce aveva annullato il contratto. Young reagì all'azione militare con una spedizione dimostrativa di due settimane distruggendo treni, buoi e altre proprietà dell'esercito; a quel punto Buchanan inviò Thomas Leiper Kane come agente privato per negoziare la pace. La missione ebbe un esito positivo e il nuovo governatore poté entrare in carica; la guerra dello Utah finì con un esito soddisfacente per entrambe le parti. Il presidente concesse un'amnistia generale a tutti gli abitanti che avessero rispettato l'autorità governativa e spostò le truppe federali ad una distanza tale che non turbasse l'equilibrio precario appena instaurato così faticosamente. Anche continuando a praticare la poligamia, Young accettò l'autorità federale subito dopo la conclusione della guerra.

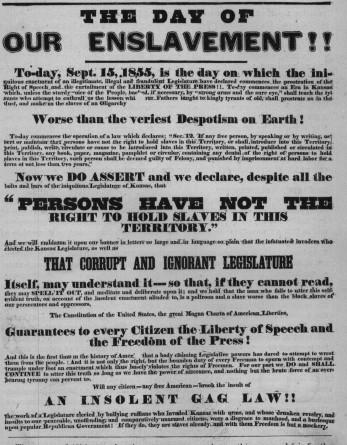
Manifesto del Partito Free Soil nel territorio del Kansas che chiede un'azione decisa contro i sostenitori della schiavitù e delle leggi che la sostengono (1855).

## Bleeding Kansas
A seguito dell'approvazione della legge Kansas-Nebraska Act nel 1854, nel territorio del Kansas si assisté alla formazione di due governi distinti e in lotta tra di loro. I coloni abolizionisti si organizzarono a Topeka, mentre gli schiavisti (i "Border Ruffian") stabilirono la propria sede governativa a Lecompton. Perché il Kansas potesse venire ammesso all'Unione come Stato doveva stilare una Costituzione da presentare al Congresso, una volta approvata dalla maggioranza dei residenti.

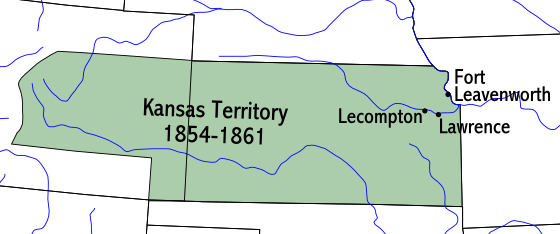
Il territorio del Kansas interessato dalla guerriglia civile nota come "Bleeding Kansas" e l'ubicazione geografica della città di Lecompton.

Già sotto la presidenza di Franklin Pierce, a partire dalla fine del 1854, iniziò una lunga serie di scontri violenti conosciuti come "Bleeding Kansas". La situazione in Kansas era sotto osservazione in tutta la nazione e alcuni in Georgia e nel Mississippi sostenevano l'immediata secessione se il Kansas fosse stato ammesso in qualità di Stato libero. Buchanan non era particolarmente interessato all'ingresso del Kansas come Stato schiavista, ma cercò di ammetterlo quanto prima, perché pensava che alla elezioni avrebbe votato tendenzialmente per il Partito Democratico. Anziché chiedere nuove elezioni per dare legittimità a un nuovo governo territoriale, Buchanan scelse di riconoscere unilateralmente le istituzioni di Lecompton. Nominò quindi Robert John Walker per sostituire John White Geary in qualità di governatore territoriale, affidandogli come missione la riconciliazione tra le fazioni dei coloni schierate in battaglia e l'approvazione di una Costituzione statale il più presto possibile. Ci si aspettava che Walker, originario dello Stato schiavista del Mississippi, si sarebbe schierato dalla parte della fazione schiavista nel tentativo di far approvare la propria Costituzione.

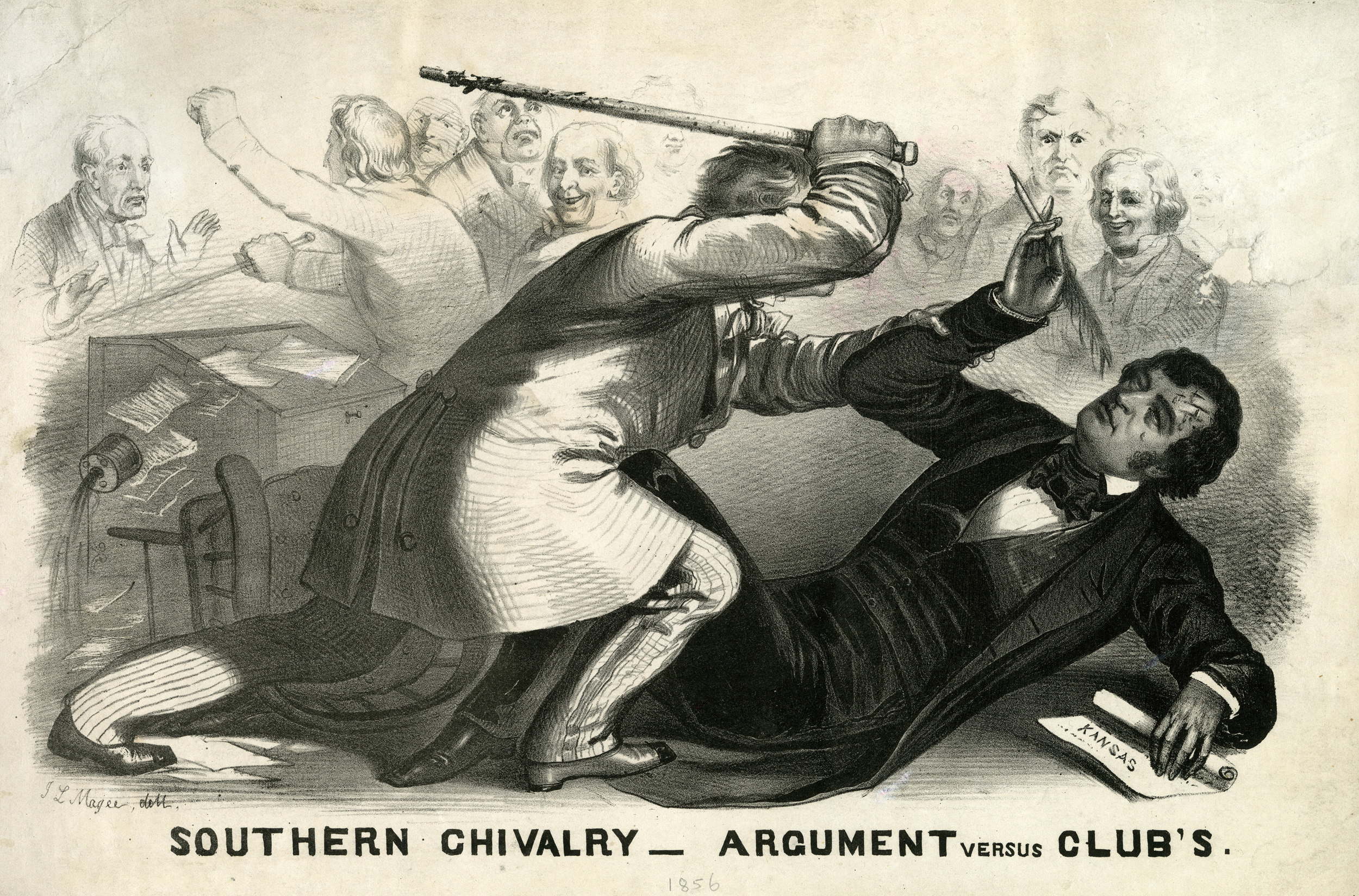
Il Democratico sudista Preston Smith Brooks aggredisce il senatore abolizionista Charles Sumner nel 1856 all'interno dell'aula del Senato. La bastonatura di Charles Sumner attizzerà ancor più gli animi nel Bleeding Kansas.

Il presidente riuscì a superare la riluttanza iniziale di Walker nell'accettare la carica convincendolo che il buon esito di una così importante missione avrebbe potuto lanciarlo verso la presidenza degli Stati Uniti alle prossime elezioni presidenziali del 1860. Buchanan gli promise anche che nel Kansas si sarebbe comunque tenuto un libero referendum sulla nuova Costituzione. Poco dopo il suo arrivo Walker osservò che la "linea isotermica" (cioè il clima) rendeva il territorio inadatto alla schiavitù, facendo in tal modo infuriare gli schiavisti dell'intera nazione.
Nell'ottobre del 1857 il governo di Lecompton organizzò elezioni in Kansas che portarono ad un parlamento favorevole alla schiavitù, nonostante la scoperta di Walker di numerosi casi di brogli elettorali in varie contee. Il parlamento statale approntò subito dopo una Costituzione schiavista (nota anche come "Costituzione di Lecompton") e, invece di arrischiarsi in un referendum popolare, la inviò direttamente a Buchanan.

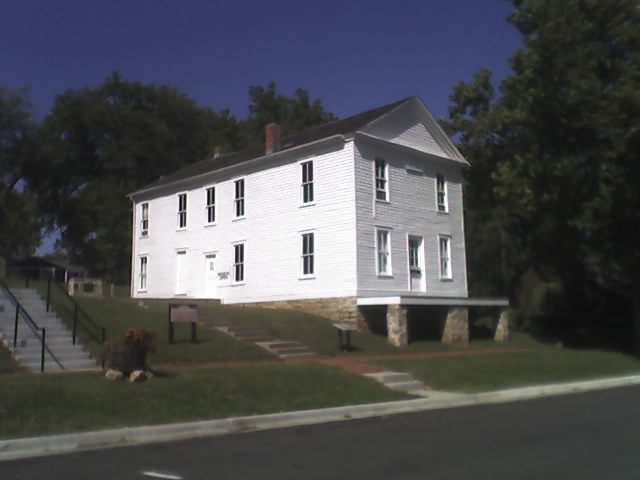
La Costituzione di Lecompton fu redatta e firmata nella "Constitution Hall" di Lecompton. Oggi è un museo gestito dalla "Kansas Historical Society".

Sebbene assai desideroso di accelerare il più possibile l'ammissione del Kansas, il presidente stesso si vide costretto a respingere l'ingresso del Kansas senza un referendum sulla Costituzione statale e mandò agenti federali sul posto nel tentativo di trovare un compromesso. Il governo di Lecompton accettò quindi un referendum limitato in cui non si sarebbe dovuto votare sulla Costituzione in generale, ma piuttosto sul fatto se il Kansas consentisse o meno l'introduzione della schiavitù dopo essere diventato uno Stato dell'Unione. Il governo di Topeka boicottò il referendum del 1857 in cui l'approvazione della schiavitù vinse in larga misura tra coloro che votarono. Un mese dopo Topeka tenne un proprio referendum alternativo in cui gli elettori rigettarono la "Costituzione di Lecompton".
Nonostante le proteste di Walker e di due ex governatori del Kansas, Buchanan decise di accettare la Costituzione di Lecompton. In un incontro avvenuto nel dicembre del 1857 con Stephen A. Douglas, presidente del Comitato per i territori del Senato ed importante Democratico del Nord, Buchanan richiese che tutti i maggiori esponenti del Partito sostenessero la posizione assunta dall'amministrazione: l'ammissione del Kansas con la "Costituzione di Lecompton". Douglas, impegnato per la propria rielezione e indignato dall'apparente truffa in corso in Kansas, ruppe con Buchanan e attaccò la Costituzione di Lecompton. Il 2 febbraio 1858 il presidente trasmise invece tale Costituzione al Congresso; scrisse anche un messaggio ufficiale in cui attaccò il "governo rivoluzionario" di Topeka paragonandolo ai "fanatici" mormoni dello Utah.
Buchanan fece molti tentativi per ottenere l'approvazione del Congresso, offrendo favori, incarichi e perfino denaro. La Costituzione di Lecompton fu approvata dal Senato a marzo, ma una coalizione di Know Nothing, Repubblicani e Democratici Nordisti alleatisi per l'occasione la bocciò alla Camera..

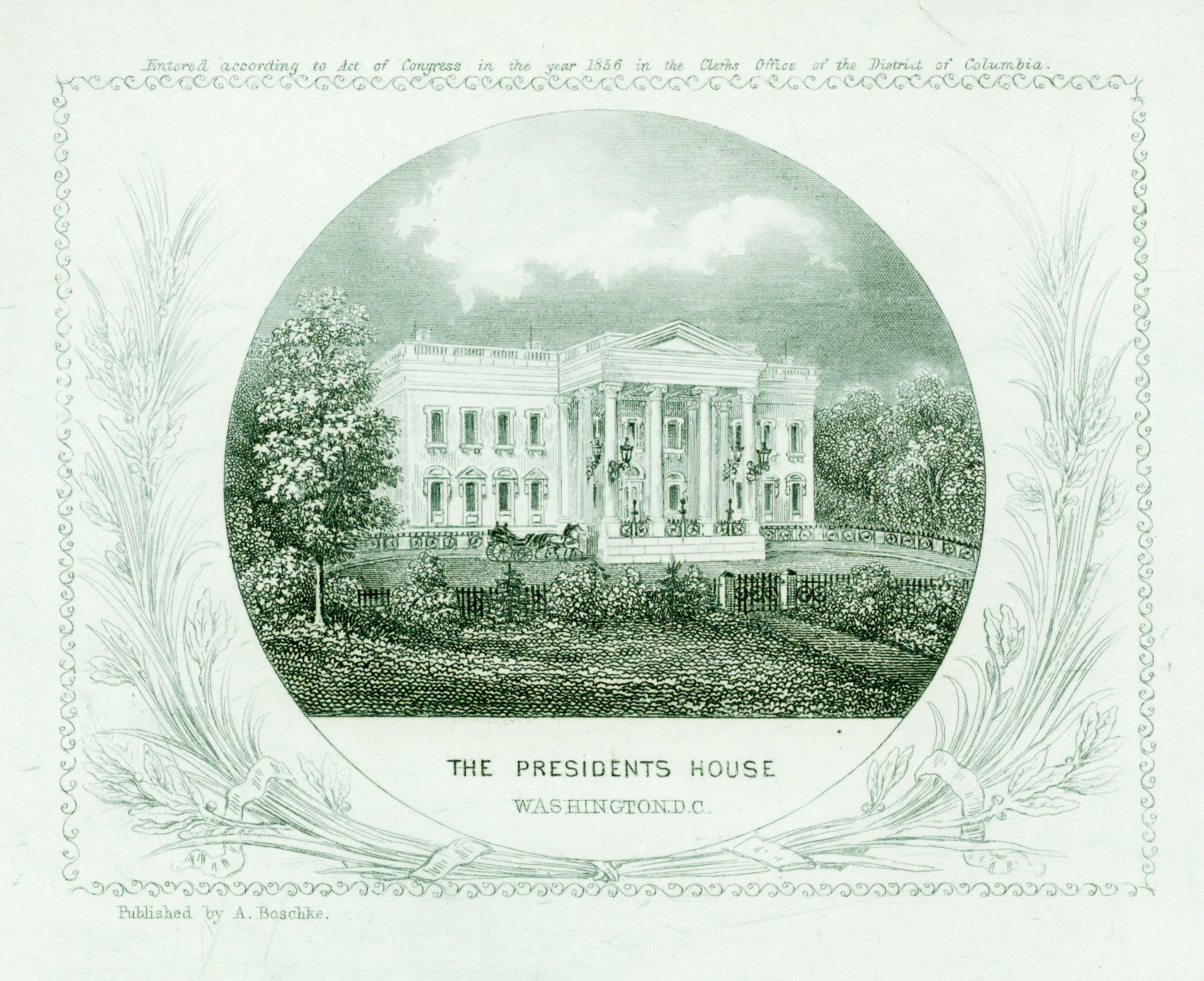
L'Ala Nord della Casa Bianca nel 1856.

Anziché accettare la sconfitta, il presidente appoggiò la proposta di legge del deputato William Hayden English che offriva al Kansas l'immediata sovranità e vaste terre pubbliche in cambio dell'accettazione della Costituzione schiavista. Nonostante la continua opposizione da parte di Douglas, la proposta di legge ottenne l'approvazione di entrambe le Camere del Congresso.
Nonostante la legge English, gli abitanti del Kansas rimanevano in maggioranza ostili alla schiavitù e nell'agosto 1858 un nuovo referendum respinse a gran maggioranza la Costituzione di Lecompton. I Sudisti ne furono indignati, denunciando una presunta cospirazione del Nord sotto la guida di Douglas; molti Nordisti invece iniziarono a vedere Buchanan come uno strumento nelle mani del "potere schiavista" del Sud. Nel 1859 il Kansas elesse un'assemblea costituzionale in cui i delegati antischiavisti erano la maggioranza, e alla fine il Kansas fu ammesso nell'Unione come Stato libero negli ultimi mesi della presidenza Buchanan, anche grazie al fatto che i senatori del Sud, schiavisti, avevano abbandonato il Senato dopo la secessione. La guerriglia in Kansas continuò per tutta la presidenza Buchanan e fino alla guerra civile.
La disputa sul Kansas divenne una lotta per il controllo del Partito Democratico; da un lato vi furono il presidente, la stragrande maggioranza dei Democratici sudisti e quelli al Nord simpatizzanti del Sud (chiamati doughface); dall'altro Douglas assieme alla gran parte dei Nordisti più qualche sparuto meridionale. Quest'ultima fazione continuò a sostenere il principio di sovranità popolare, laddove l'altra insistette perché tutti i Democratici rispettassero la sentenza del caso Dred Scott contro Sandford e il suo ripudio dell'interferenza federale sulla schiavitù nei territori. Lo scontro continuò per tutta la durata della presidenza Buchanan; questi usò le proprie prerogative clientelari per rimuovere i seguaci di Douglas sia in Illinois sia a Washington mettendo al loro posto sicuri alleati. 

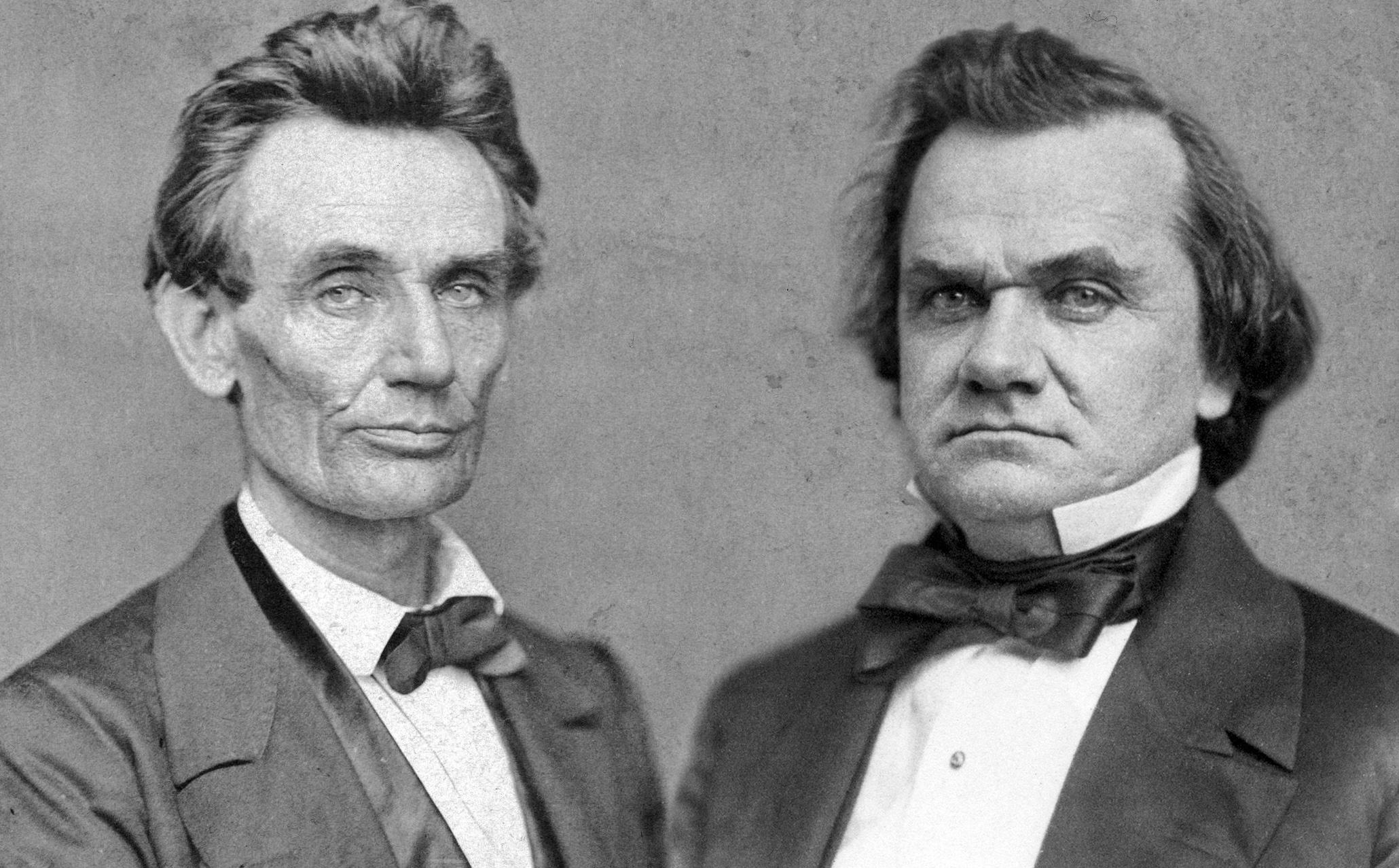
Abraham Lincoln e Stephen A. Douglas all'epoca dei loro accesi dibattiti nel 1858.

## Elezioni di medio termine del 1858
(Raimondo Luraghi, Storia della guerra civile americana BUR 1994, Vol. I, pag. 124.)
Il mandato di senatore di Douglas scadeva nel 1859 e la sua rielezione sarebbe stata decisa dal parlamento dell'Illinois eletto nel 1858. In questo contesto di campagna elettorale si svolsero ai celebri dibattiti Lincoln-Douglas, tra Douglas e Abraham Lincoln, che era il candidato senatore per il Partito Repubblicano. Buchanan, operando attraverso i suoi seguaci nominati in posti chiave in Illinois, appoggiò candidati al parlamento statale in concorrenza sia con i Repubblicani sia con i Democratici di Douglas. Ciò avrebbe potuto facilmente lasciare la vittoria ai Repubblicani; questo mostra l'animosità di Buchanan verso Douglas.
Nonostante la divisione tra i Democratici,  Douglas riuscì ad ottenere la rielezione. Nell'ambito della sua campagna egli espose la sua "dottrina Freeport", secondo la quale i parlamenti dei territori potevano decidere di bandire la schiavitù, nonostante la sentenza Dred Scott contro Sandford, rifiutandosi di riconoscere la schiavitù come un "diritto di proprietà".

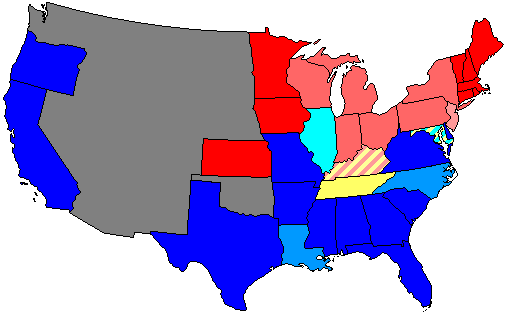
Risultati elettorali per Stato al 36º Congresso; in blu i Democratici, in rosso i Repubblicani.

Alle elezioni del 1858 la corrente di Douglas prese il sopravvento nel Partito Democratico ed arrivò a controllare tutto il Nord, ad eccezione della Pennsylvania di Buchanan e i sostenitori del presidente furono ridotti ad uno zoccolo duro di Sudisti. Tuttavia la "dottrina Freeport" contribuì a ridurre ulteriormente il sostegno a Douglas nel profondo Sud, che si trovava già in netto declino dopo il suo rifiuto di appoggiare la "Costituzione di Lecompton".

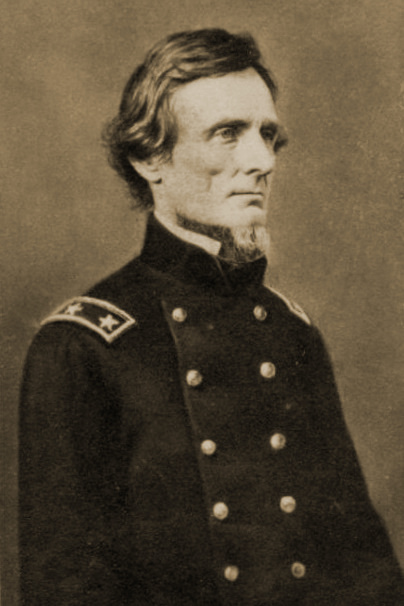
Jefferson Davis in tenuta militare nel 1860 circa.

La frattura tra Democratici del Nord e del Sud aiutò i Repubblicani ad ottenere una maggioranza relativa nella Camera nel 1858. Facendo propaganda per un proprio candidato nello Stato di New York, il senatore repubblicano William Seward descrisse la lotta tra i due schieramenti come parte di un più grande "conflitto irredimibile" tra i sistemi di lavoro libero e schiavista. Sebbene Seward avesse rapidamente cambiato versione, e sebbene pochi al Nord cercassero l'immediata abolizione della schiavitù nel Sud, le parole di Seward e le successive vittorie repubblicane nelle elezioni del 1858 indussero molti nel Sud a credere che l'elezione di un presidente repubblicano avrebbe condotto all'abolizione.
Le sconfitte alle elezioni mostrarono lo scontento del Nord verso la presidenza Buchanan e la maggioranza relativa alla Camera permise ai Repubblicani di bloccare gran parte dell'agenda di Buchanan nella seconda metà del suo mandato.
(Raimondo Luraghi, Storia della guerra civile americana BUR 1994, Vol. I, pag. 125.)

## Aggravamento delle tensioni sulla schiavitù
Dopo le elezioni di medio termine del 1858, il senatore Jefferson Davis del Mississippi e altri sudisti radicali cercarono di far approvare un codice schiavista federale che proteggesse l'introduzione della schiavitù nei territori del West, eliminando così la scappatoia prevista dalla "dottrina Freeport" di Douglas.

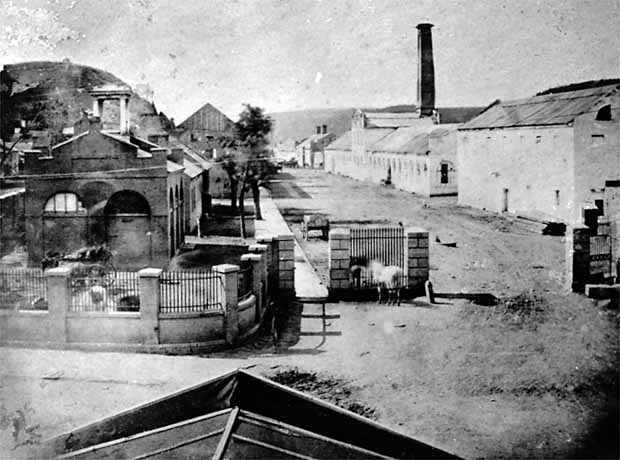
L'armeria federale di Harper's Ferry nel 1862.

Nel febbraio del 1859, nel corso del dibattito su questa proposta, Davis e altri sudisti annunciarono che avrebbero lasciato il Partito se il programma elettorale per le elezioni presidenziali del 1860 avesse incluso il proposito di "sovranità popolare", mentre Douglas e i suoi sostenitori dichiararono di contro che avrebbero abbandonato il Partito se il programma avesse sostenuto il progetto di codice schiavista federale.
Nonostante i continui dibattiti sulla schiavitù nei territori, la stabilizzazione della situazione del Kansas consentiva agli unionisti di rimanere relativamente forti anche al Sud, mentre i Repubblicani si preoccuparono di una eventuale involuzione reazionaria dei Democratici nel Nord.
(Raimondo Luraghi, Storia della guerra civile americana BUR 1994, Vol. I, pag. 128.)

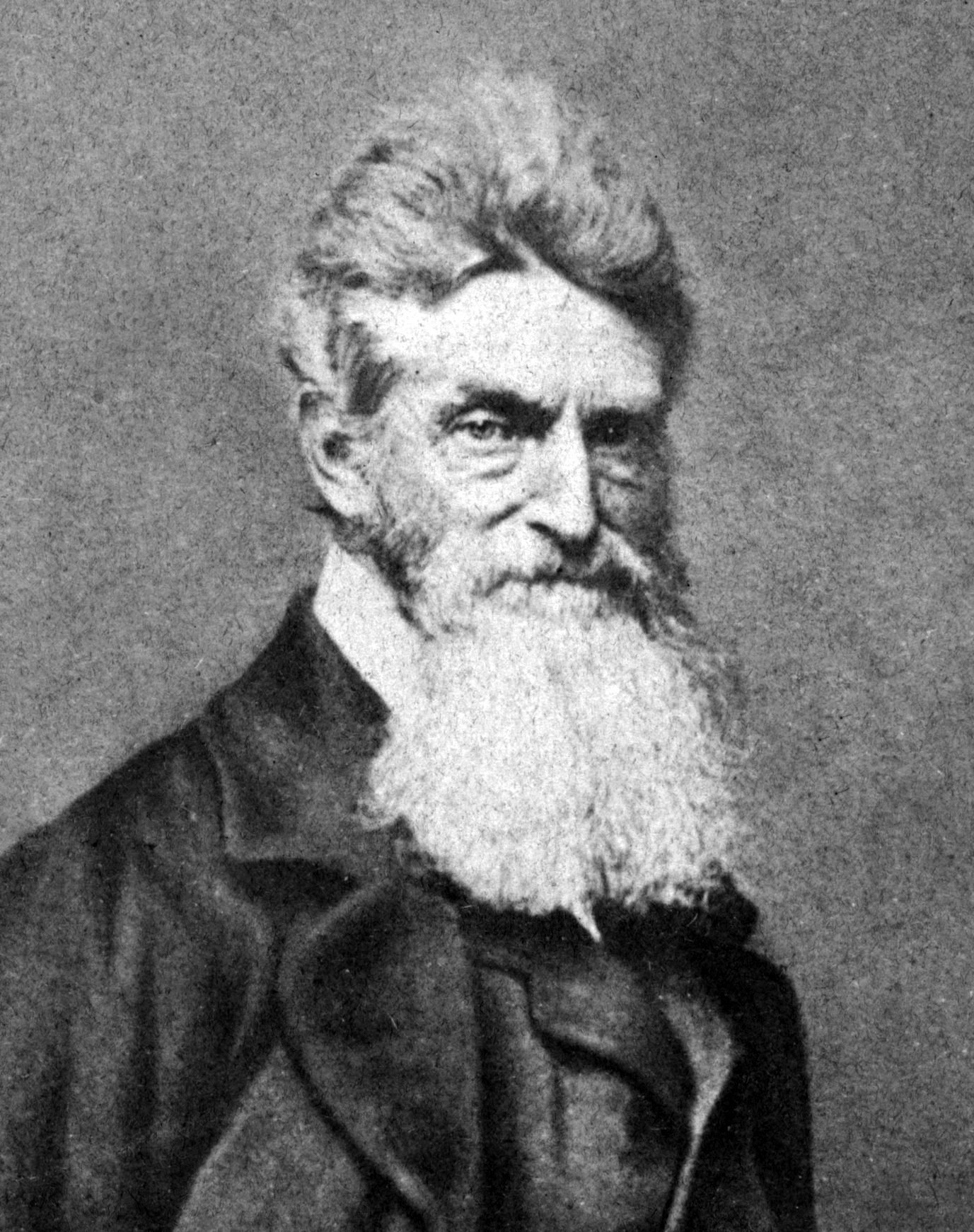
John Brown nel 1859.

Nell'ottobre del 1859 l'estremista abolizionista John Brown guidò un assalto all'arsenale di Harper's Ferry, nella futura Virginia Occidentale, sperando così di dare il via ad una rivolta generale degli schiavi. Il piano di Brown fallì e la maggior parte del suo gruppo rimase ucciso o venne catturato. Dopo l'attacco praticamente tutti i maggiori esponenti repubblicani negarono qualsiasi connessione con Brown, che subì la condanna all'impiccagione a dicembre.
(Mario Francini, Storia dei presidenti americani Tascabili Newton 1996, pp. 32-33.)

Sebbene alcuni leader del Nord approvassero le azioni di Brown, i sudisti ne rimasero oltraggiati e molti giunsero ad accusare alcuni Repubblicani come Seward di aver ispirato l'assalto. Nel suo annuale Discorso sullo stato dell'Unione del 18 dicembre al Congresso, Buchanan presentò l'azione come parte di una "guerra aperta del Nord per abolire la schiavitù nel Sud" e chiese la creazione di un codice federale schiavista.
(Raimondo Luraghi, Storia della guerra civile americana BUR 1994, Vol. I, pag. 197.)
Le udienze del Senato condotte da James Murray Mason dopo una lunga indagine smentirono ogni possibile responsabilità dei Repubblicani, ma i parlamentari sudisti continuarono a rimanere sospettosi nei confronti dei loro colleghi, considerati "pericolosi".

## Politica estera
(Raimondo Luraghi, Storia della guerra civile americana BUR 1994 Vol. I, pag. 124, nota pag. 103.)
Buchanan entrò in carica con un ambizioso progetto di politica estera centrato sull'instaurazione di un'egemonia statunitense sull'America centrale a scapito del Regno Unito. Sperò di riuscire a rinegoziare il "trattato Clayton-Bulwer", che egli considerava un errore in quanto limitava l'influenza statunitense. Cercò anche di stabilire dei protettorati negli Stati messicani di Chihuahua e Sonora e, forse soprattutto, di raggiungere finalmente il suo obiettivo a lungo termine di acquisizione della Capitaneria generale di Cuba. Dopo lunghi negoziati, Buchanan convinse gli inglesi a cedere il dipartimento di Islas de la Bahía all'Honduras e la costa dei Mosquito al Nicaragua. Tuttavia le ambizioni di Buchanan sull'isola cubana e sul territorio messicano vennero in gran parte bloccate dalla Camera dei rappresentanti.
Il presidente considerò altresì l'ipotesi di acquistare l'America russa (l'odierna Alaska) dall'impero russo con l'intenzione di farne una colonia dove i mormoni avrebbero potuto installarsi e vivere liberamente, ma Buchanan e i russi non concordavano sul prezzo; un accordo arrivò solo nel 1867 con la presidenza di Andrew Johnson.
Con l'impero cinese, pur non avendo partecipato direttamente alla seconda delle guerre dell'oppio, l'amministrazione seppe approfittarne conquistandosi delle concessioni commerciali attraverso i Trattati di Tientsin.

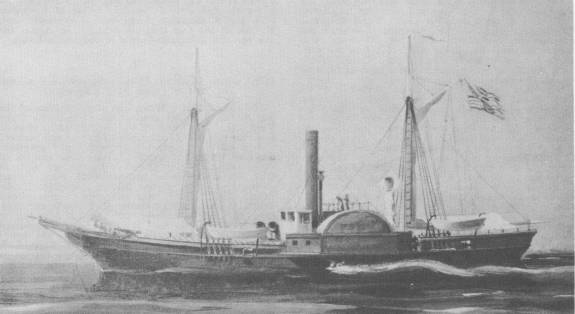
La USS Water Witch.

Nel 1858 infine Buchanan ordinò ad una spedizione navale come "punizione" del Paraguay per aver sparato contro la USS Water Witch, una nave che stava esplorando il fiume Paraná; la missione punitiva provocò gli effetti sperati: le scuse ufficiali da parte del governo paraguayano e il pagamento di un cospicuo indennizzo.

## Commissione Covode
Nel marzo del 1860 la Camera creò il Comitato Covode per indagare le prove di reati commessi dalla presidenza Buchanan, alcuni passibili di una messa in stato d'accusa (impeachment) come la corruzione e l'estorsione di deputati in cambio dei loro voti.

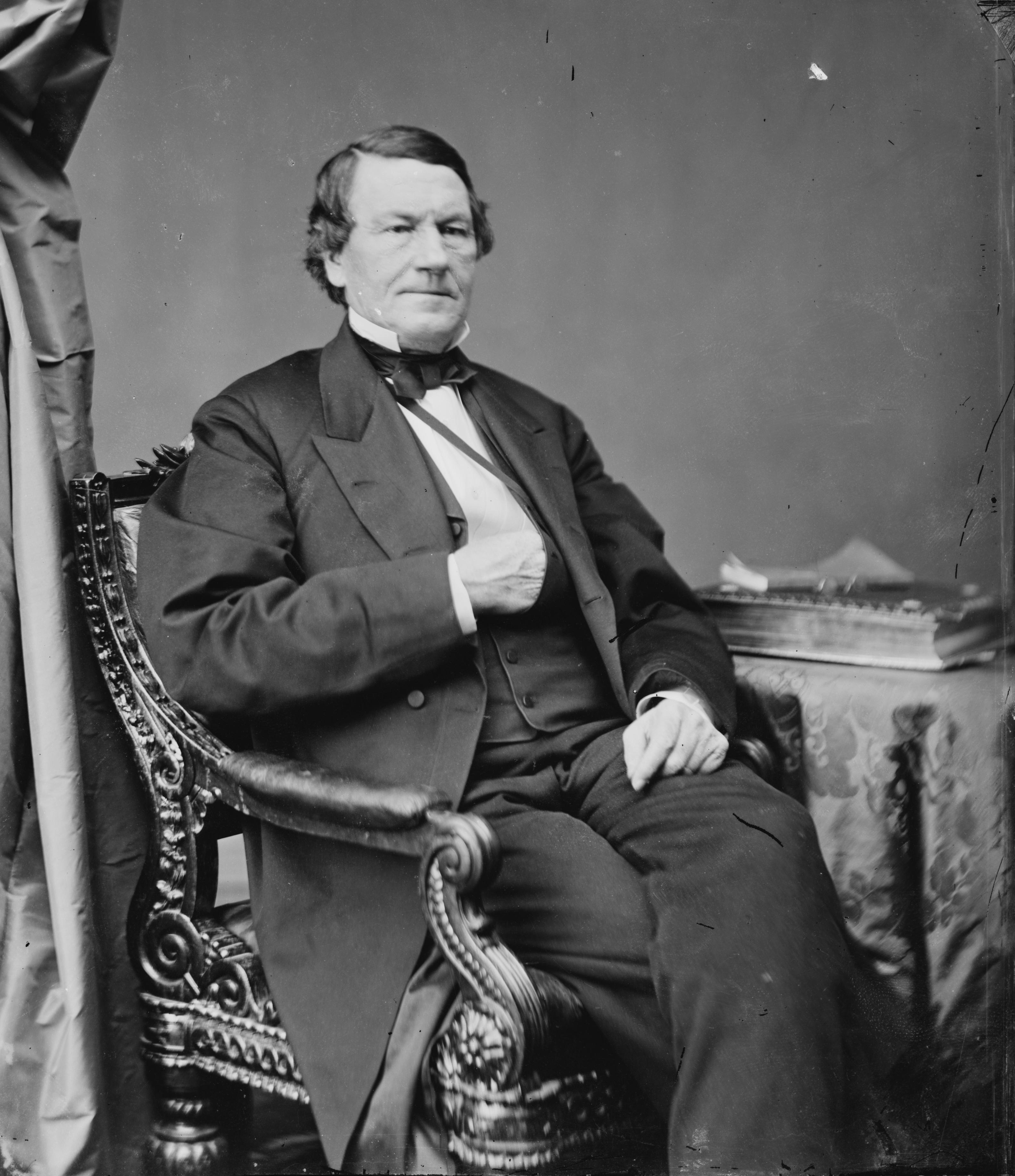
Foto di John Covode.

Il comitato, composto da tre Repubblicani e due Democratici, fu accusato dai sostenitori di Buchanan di essere partigiano e accusarono inoltre il suo presidente, il repubblicano abolizionista John Covode,  di agire seguendo il rancore personale (poiché Buchanan aveva posto il veto su una proposta di legge che era stata concepita come una concessione di terreni per i nuovi istituti collegiali agricoli, ma che si sospettava di favorire anche la compagnia ferroviaria dello stesso Covode). Nonostante le critiche, i componenti democratici furono attivi tanto quanto i loro colleghi repubblicani nelle indagini su Buchanan..
Il Comitato non fu in grado di stabilire accuse certe contro il presidente, tuttavia il rapporto della maggioranza reso noto il 17 giugno denunciò la corruzione e gli abusi di potere perpetrati in continuazione dai membri del suo gabinetto e riportò accuse, anche se senza alcuna prova, di esponenti repubblicani sui tentativi di Buchanan di corrompere i parlamentari in relazione alla "Costituzione di Lecompton". Il rapporto dei democratici, reso noto separatamente lo stesso giorno, sottolineò che non vi erano prove, ma non confutò le accuse; uno dei suoi membri, James Carroll Robinson, dichiarò pubblicamente di trovarsi in perfetta sintonia con il rapporto redatto dai Repubblicani, anche se non l'avevo sottoscritto.
Buchanan sostenne di essere "passato trionfalmente attraverso questa prova" e che ne usciva completamente legittimato. Tuttavia, gli attivisti repubblicani distribuirono migliaia di copie del "rapporto Covode" in tutta la nazione come materiale della campagna elettorale per le elezioni presidenziali del 1860.

## Elezioni presidenziali del 1860
(Raimondo Luraghi, Storia della guerra civile americana BUR 1994 Vol. I, pag. 191.)
La convention nazionale democratica si riunì in aprile a Charleston (Carolina del Sud). Il presidente in carica aveva deciso di attenersi al suo impegno di esercitare un solo mandato e quindi di non ricandidarsi, ma la sua amministrazione cercò un successore che avrebbe continuato a sostenere la sua politica a favore del Sud e della schiavitù.
Stephen A. Douglas era emerso come uno dei leader maggiormente popolari del Nord a seguito delle elezioni di medio termine del 1858, ma si era alienato il presidente e gran parte del Sud con la sua posizione sulla schiavitù nei territori.

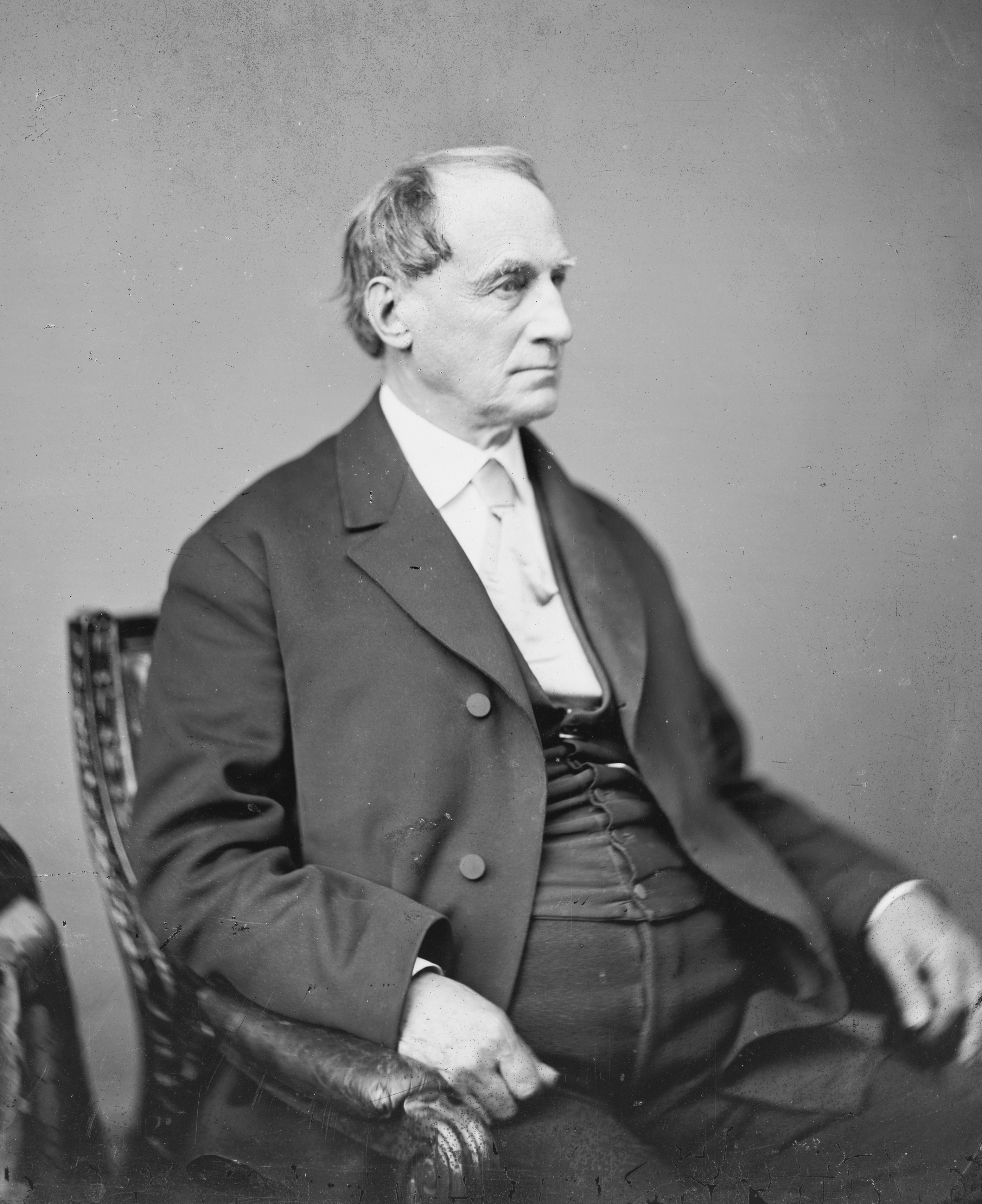
Caleb Cushing, ex procuratore generale durante la presidenza di Franklin Pierce, in una foto di Mathew B. Brady.

Dopo una lunga ed acerrima lotta la convention adottò un programma elettorale a favore della concezione di Douglas sul "principio di sovranità popolare" e contro un codice federale schiavista. Sette presidenti delle delegazioni statali sudiste abbandonarono la convention per protesta contro questo programma. Caleb Cushing, uno stretto alleato di Buchanan che era stato nominato presidente della convention, stabilì che la votazione per scegliere il candidato presidente alle elezioni avrebbe richiesto la maggioranza dei due terzi di tutti i delegati (inclusi i delegati che avevano lasciato la convention), il che significò che il candidato prescelto avrebbe dovuto ottenere almeno i cinque sesti dei delegati presenti.

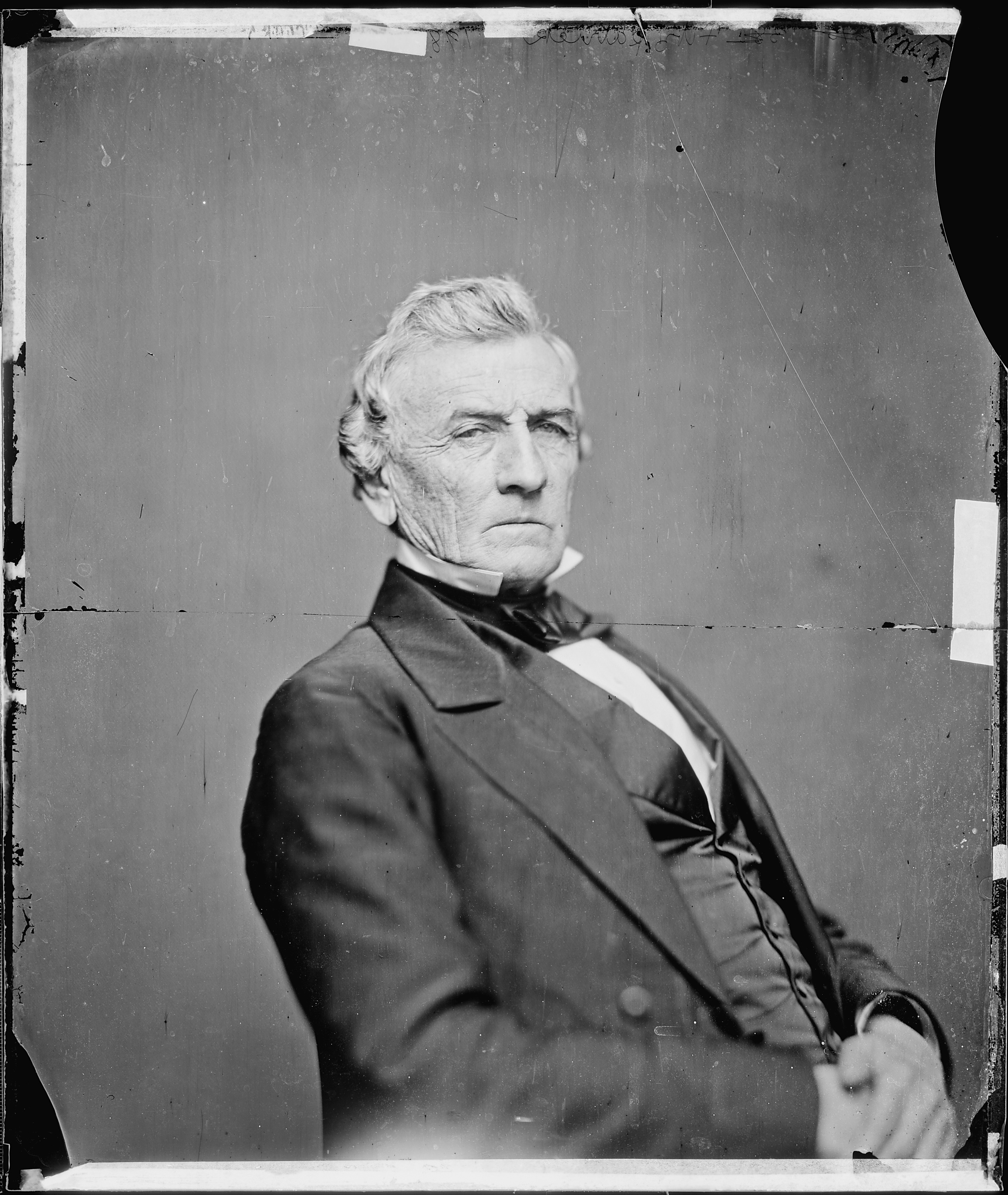
Benjamin Fitzpatrick fu nominato candidato alla vicepresidenza ma declinò la candidatura.

Dopo 57 scrutini, tutti guidati da Douglas, la riunione fu aggiornata con l'intenzione di riconvocarla a giugno a Baltimora. A questo punto la maggior parte dei delegati sudisti e alcuni del Nord rimasti fedeli al presidente, abbandonarono definitivamente la convention; i restanti nominarono Douglas candidato ufficiale del Partito. Egli avrebbe preferito come candidato vice Alexander Hamilton Stephens, ma lasciò la decisione finale ai sudisti rimasti, i quali gli preferirono il senatore dell'Alabama Benjamin Fitzpatrick. Dopo che questi declinò la nomina, fu l'ex governatore della Georgia Herschel Vespasian Johnson a diventare il candidato vice di Douglas.
Nel frattempo i delegati che avevano abbandonato la convention si incontrarono, anch'essi a Baltimora. Dopo aver dichiarato di non credere all'ipotesi di una separazione del Sud se i Repubblicani avessero vinto le elezioni, il vicepresidente in carica John C. Breckinridge fu nominato già al primo scrutinio; gli fu affiancato il senatore Joseph Lane dell'Oregon. Sia Buchanan sia l'ex presidente Franklin Pierce appoggiarono Breckinridge e il suo programma elettorale, che richiedeva una legge federale che legittimasse l'istituto schiavista nei territori. Un gruppo di ex appartenenti al Partito Whig, contrari sia a Breckinridge sia ai Repubblicani, non riuscendo a raggiungere un accordo soddisfacente con Douglas, crearono il "Constitutional Union Party" con candidato presidente John Bell. Il nome del partito rifletteva direttamente il programma, una semplice risoluzione "per non riconoscere alcun principio politico oltre alla Costituzione del paese, l'Unione degli Stati e l'applicazione delle leggi". Non prendendo una posizione ferma pro o contro la schiavitù e la sua espansione, sperarono all'inizio di raccogliere voti sia al Nord sia al Sud, ma le dichiarazioni sulla schiavitù di loro esponenti del Sud li rese poco graditi al Nord.
La convention repubblicana nominò Abraham Lincoln al terzo scrutinio, nonostante il senatore William H. Seward fosse arrivato in testa nei primi due; il candidato ufficiale del partito sostenne il contenimento della schiavitù negli Stati del Sud, anche se promise che i Repubblicani non avrebbero cercato di abolirla con la forza negli Stati Uniti meridionali.
Con quattro concorrenti di rilievo in campo, Buchanan sperò che nessuno potesse raggiungere il quorum dei grandi elettori richiesti; in tal caso le elezioni sarebbero state decise dalla Camera dei rappresentanti.

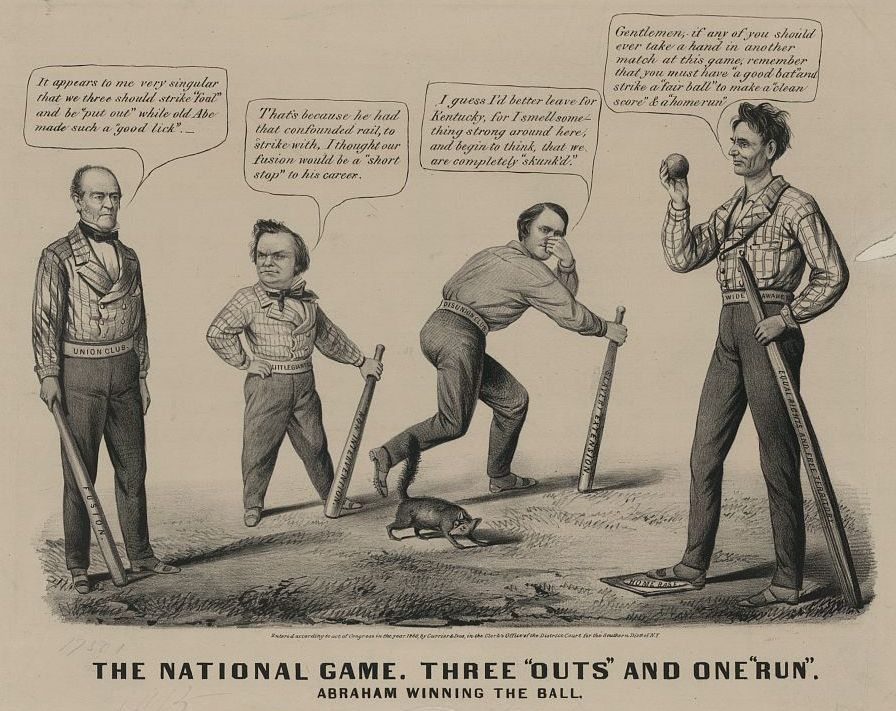
"The National Game, Three Outs and One Run". Disegno raffigurante i quattro candidati (da sinistra a destra): John Bell, Stephen A. Douglas, John C. Breckinridge e Abraham Lincoln. L'artista sta paragonando l'elezione ad una partita di baseball.

Come i suoi predecessori Whig, anche Lincoln si astenne sostanzialmente da fare attivamente campagna elettorale, lasciando l'incombenza ai suoi più vicini sostenitori.. Con il suo voluto silenzio non confutò l'accusa mossa dai Sudisti ai Repubblicani radicali di voler abolire la schiavitù in tutti gli Stati Uniti. Durante tutta l'estate e l'autunno i governatori degli Stati del profondo Sud appoggiarono più o meno apertamente la possibilità di una separazione dall'Unione; Buchanan fece ben poco per opporsi. Da parte sua Douglas concentrò gran parte della sua campagna proprio sull'attacco ai secessionisti e si mostrò preoccupato che avrebbero potuto tentare di prendere con un colpo di mano il controllo del governo federale, all'indomani di un'eventuale vittoria di Lincoln. Poiché sia Breckinridge sia Bell erano quasi del tutto privi di seguito al Nord, la sconfitta di Lincoln avrebbe per forza di cose richiesto la vittoria di Douglas in una buona parte degli Stati nordisti; Buchanan però si concentrò sul far perdere Douglas.
Anche se Lincoln non raccolse praticamente alcun voto nel Sud, l'appoggio del Nord fu massiccio, e sufficiente a fargli conquistare la maggioranza assoluta nel Collegio elettorale, tuttavia i Repubblicani non riuscirono ad ottenere la maggioranza né al Senato né alla Camera per cui anche la composizione dei giudici associati della Corte suprema rimase sostanzialmente invariata rispetto a quando era stata emessa la sentenza concernente Dred Scott. L'istituto schiavista non avrebbe quindi potuto subire alcun pericolo immediato.
(Raimondo Luraghi, Storia della guerra civile americana BUR 1994 Vol. I, pag. 190.)

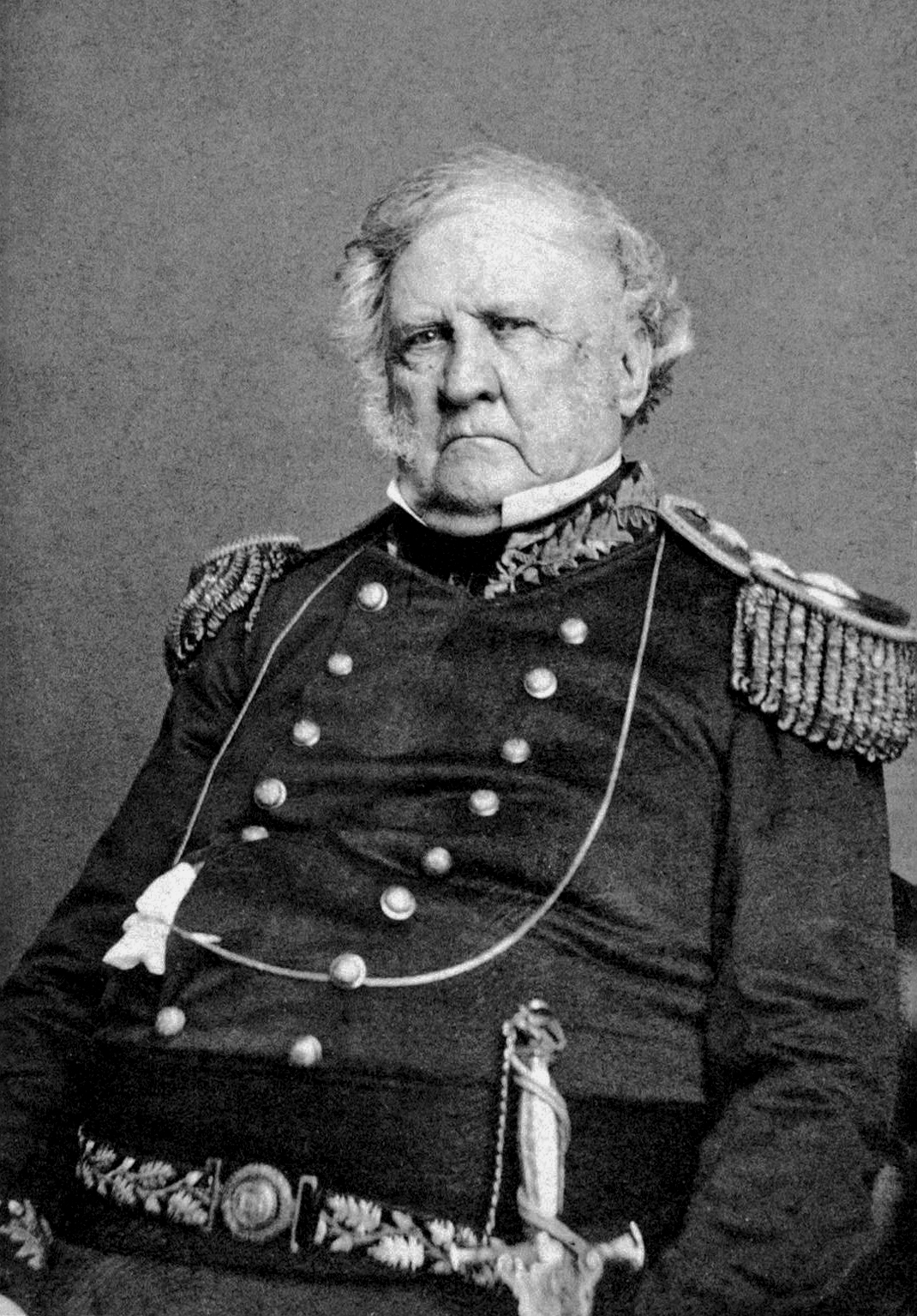
Winfield Scott, Comandante generale dell'esercito statunitense e candidato ufficiale del Partito Whig alle elezioni presidenziali del 1852.

All'inizio di ottobre il Comandante generale dell'esercito statunitense Winfield Scott avvertì Buchanan che l'elezione di Lincoln avrebbe con molta probabilità causato la separazione di almeno sette Stati; raccomandò pertanto al presidente uscente che enormi quantità di truppe federali e artiglieria venissero al più presto schierate in quegli stessi Stati a protezione delle proprietà federali. Avvertì anche che erano disponibili assai pochi rinforzi poiché (secondo lo storico Philip S. Klein) a partire dal 1857 il Congresso non aveva prestato alcuna attenzione a reclutare i cittadini abili per poter creare una milizia più forte ed aveva lasciato che l'esercito versasse in cattive condizioni. Tuttavia Buchanan diffidava di Scott (i due erano stati a lungo avversari politici) ed ignorò pertanto del tutto le sue raccomandazioni.
Quando Abraham Lincoln divenne il presidente eletto, Buchanan suggerì al segretario alla Guerra John Buchanan Floyd di rafforzare i fortini situati nel Sud del paese e di raccogliere armi e uomini; Floy, tuttavia, rimasto in carica fino al 29 di dicembre, lo convinse a desistere facendogli revocare l'ordine.
Buchanan fu l'ultimo presidente democratico fino all'insediamento di Stephen Grover Cleveland il 4 marzo 1885..

## Venti di secessione
(Raimondo Luraghi, Storia della guerra civile americana BUR 1994, Vol. I, pp. 197-198.)

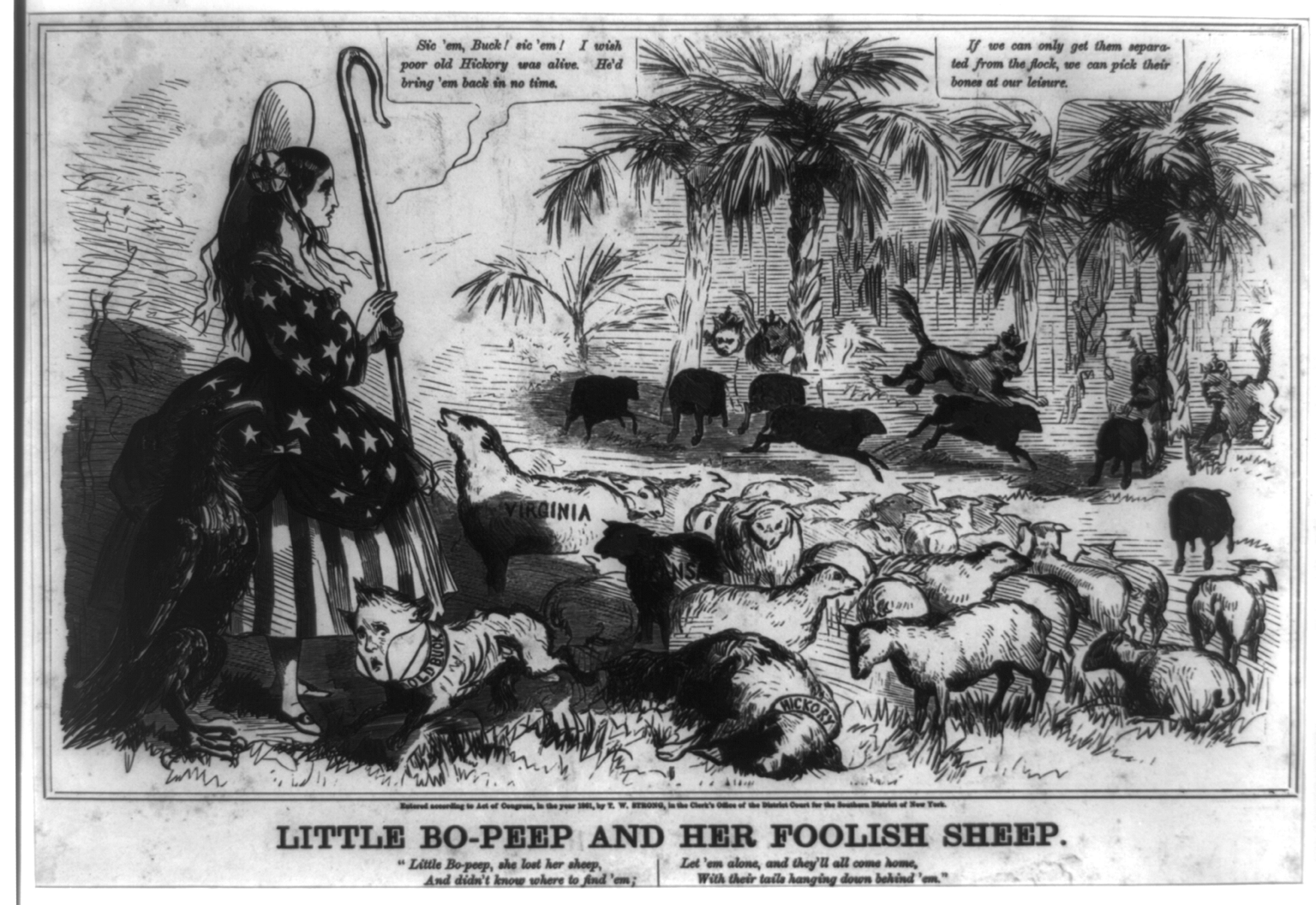
Columbia come "Little Bo Peep"; le sue pecore smarrite sono gli Stati meridionali. Buchanan come "cane da caccia" cerca invano di far ritornare i fuggitivi all'interno dell'ovile nell'Unione.

Con la vittoria di Lincoln, le voci che chiedevano la secessione e la disunione raggiunsero l'apice e molti attesero con impazienza l'ultimo discorso sullo stato dell'Unione di Buchanan al Congresso. Il presidente uscente lo pronunciò il 3 dicembre 1860, e in esso diede la colpa della crisi interamente ai Nordisti e alla loro "agitazione contro la schiavitù". Sostenne inoltre che la Costituzione non prevedeva alcuna disposizione per la secessione e che tale atto sarebbe stato quindi incostituzionale. Affermò che una "rivoluzione" è giustificabile in alcuni casi, ma sostenne anche che il Sud avrebbe dovuto attendere un atto "palese o pericoloso" prima di ricorrere a un'azione così drastica. Nonostante la sua opposizione alla separazione unilaterale, Buchanan sostenne che il presidente non aveva il potere di costringere gli Stati a rimanere nell'Unione; tuttavia ricordò che il presidente stesso aveva il dovere di difendere la proprietà federale. Infine chiese al Congresso di convocare una "convenzione degli Stati" per proporre un emendamento costituzionale che riconoscesse gli schiavi come un diritto di proprietà in tutti gli Stati federati. Il suo discorso fu aspramente criticato sia dal Nord, per il suo rifiuto di fermare la secessione, sia dal Sud, per aver negato il suo diritto alla secessione.
Durante gli ultimi mesi del Congresso, anch'esso in scadenza, furono presentate oltre 200 risoluzioni relative alla schiavitù, tra cui 57 proposte di modifiche costituzionali e vari "compromessi" i più rappresentativi possibile ed espressamente progettati per evitare conflitti militari tra Stati. Jefferson Davis ne propose uno che avrebbe dovuto proteggere esplicitamente i diritti dei proprietari di schiavi. Un gruppo di deputati alla Camera propose una convenzione nazionale per realizzare la secessione come una "separazione dignitosa, pacifica ed equa" che potesse risolvere questioni come l'equa distribuzione delle risorse e comprendente concessioni al governo federale per garantire la navigabilità sul fiume Mississippi.
Il Senato istituì un "Comitato dei Tredici" nel tentativo di disinnescare la crisi; era composto da Democratici del Nord, Democratici del Sud e Repubblicani. Il 18 dicembre il senatore John Jordan Crittenden del Kentucky, presidente del comitato, propose un pacchetto di sei emendamenti noto come "compromesso Crittenden". Esso intendeva proteggere la schiavitù nei territori federali sotto il 36° 30' parallelo mentre l'avrebbe vietata al di sopra di questo, con gli Stati di nuova ammissione che avrebbero deciso autonomamente sullo status da scegliere all'interno dei loro confini. Al Congresso sarebbe stato vietato abolire la schiavitù in qualsiasi Stato (neppure a Washington) o interferire con il commercio schiavista interno. La proposta ottenne il sostegno di Buchanan, ma i radicali del Sud come J. Davis del Mississippi pretendevano una protezione federale in tutta la nazione e Lincoln si rifiutò categoricamente di piegarsi alla minaccia meridionale. Su indicazione del presidente eletto, la maggioranza dei Repubblicani all'interno della commissione si oppose al "compromesso", che fu quindi sconfitto.

Gli Stati Confederati d'America (in verde scuro) e gli Stati cuscinetto nella guerra di secessione americana e il Territorio Confederato dell'Arizona (in verde chiaro).

Mentre il Congresso si sforzava di escogitare un compromesso accettabile per entrambe le parti, il primo Stato meridionale si era separato: la Carolina del Sud, a lungo lo Stato meridionale più radicalmente separatista, dichiarò la sua secessione (Declaration of the Immediate Causes Which Induce and Justify the Secession of South Carolina from the Federal Union) il 20 dicembre 1860. L'ordigno venne così innescato: si accusò il Nord di avere "assunto il diritto di decidere sulla proprietà delle nostre istituzioni domestiche" (la pratica dello schiavismo) e dichiarò inoltre che il Partito Repubblicano credeva che "una guerra dovesse essere condotta contro la schiavitù fino a quando essa non cesserà con la forza in tutti gli Stati Uniti".
- Carolina del Sud nella guerra di secessione americana

Dopo aver dichiarato la propria secessione, la Carolina del Sud inviò propri emissari negli altri Stati del profondo Sud. Entro il 1° di febbraio seguente altri sei Stati si erano separati. Convenzioni tenutesi in Mississippi, Louisiana e Florida votarono in modo schiacciante a favore del distacco, mentre gli unionisti in Alabama e nella Georgia dovettero subire le deliberazioni della maggioranza. 
- Mississippi nella guerra di secessione americana
- Louisiana nella guerra di secessione americana
- Florida nella guerra di secessione americana
- Alabama nella guerra di secessione americana
- Georgia nella guerra di secessione americana

In un referendum indetto appositamente i due terzi dei texani scelsero anch'essi la secessione, nonostante l'opposizione del leader di lungo corso ed ex governatore del Texas Sam Houston.
- Texas nella guerra di secessione americana

La Carolina del Nord, la Virginia, il Tennessee e l'Arkansas si sarebbero successivamente separati durante la presidenza di Abraham Lincoln.
- Carolina del Nord nella guerra di secessione americana
- Virginia nella guerra di secessione americana
- Tennessee nella guerra di secessione americana
- Arkansas nella guerra di secessione americana

Gli altri quattro Stati schiavisti rimasti invece rifiutarono la secessione, divenendo gli Stati cuscinetto nella guerra di secessione:
- Delaware nella guerra di secessione americana
- Maryland nella guerra di secessione americana
- Kentucky nella guerra di secessione americana
- Missouri nella guerra di secessione americana

Infine avvenne una "secessione nella secessione" delle contee occidentali della Virginia:
- Virginia Occidentale nella guerra di secessione americana

Dopo aver tentato invano di convincere Lincoln a sostenere pubblicamente una convenzione costituzionale o un referendum nazionale sul "compromesso Crittenden", Buchanan inviò un messaggio speciale al Congresso chiedendogli di autorizzare un referendum o di trovare qualche altro metodo di compromesso che dissipasse i timori dei sudisti. Sostenne fortemente la Conferenza per la pace del 1861, l'ultimo sforzo da parte dei singoli Stati per risolvere la crisi, convocata il 4 febbraio al "Willard InterContinental Washington"; essa rimase in seduta permanente per tre settimane e il suo risultato finale fu la proposta di un emendamento costituzionale in sette punti, che differiva ben poco dal "compromesso Crittenden". Il problema chiave, la schiavitù nei territori, venne affrontato semplicemente estendendo la linea del precedente "compromesso del Missouri" fino alla costa dell'Oceano Pacifico senza alcuna disposizione per i territori di nuova acquisizione. I suoi lavori terminarono solo pochi giorni prima della chiusura della sessione del Congresso. La proposta fu però respinta al Senato con un voto di 28 contro 7 e non giunse mai alla discussione in Aula.

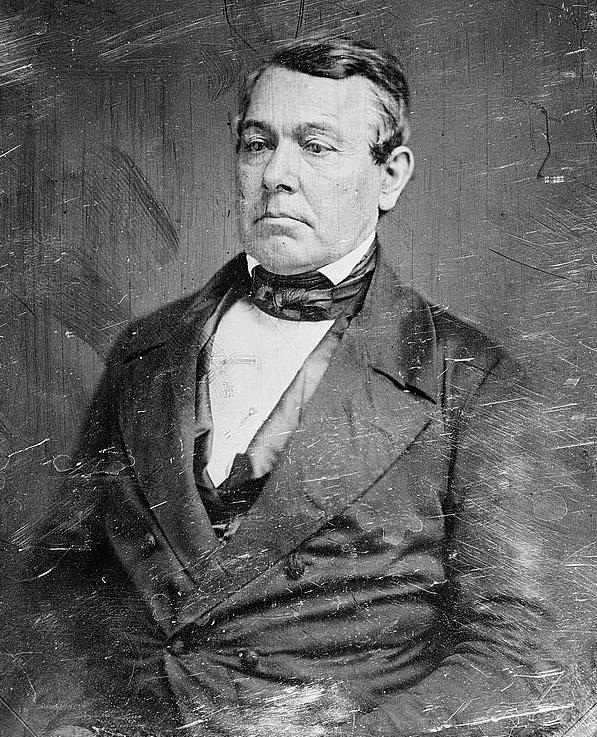
Il deputato Thomas Corwin, autore della proposta di emendamento che porta il suo nome.

Alla Camera fu presentato un emendamento costituzionale con un ambito decisamente più ristretto; proposto da T. Corwin, avrebbe garantito la protezione delle "istituzioni nazionali" degli Stati - inclusa la servitù involontaria - dal processo di revisione costituzionale e dall'abolizione o dall'indebita interferenza del Congresso. Sia la Camera sia il Senato approvarono l'emendamento e il 2 marzo fu sottoposto ai parlamenti statali per la ratifica; l'"emendamento Corwin" non fu mai ratificato dal numero richiesto di Stati. Mancando un limite di tempo per la sua ratifica, esso è tuttora tecnicamente pendente.

## Fort Sumter
Con il fallimento di tutti gli sforzi di compromesso e la secessione di diversi Stati, gli ultimi giorni della presidenza Buchanan furono dominati dalla questione dei forti federali nel Sud, in particolare Fort Sumter. Tutti riconoscevano che questo ed altre due postazioni militari situate nei pressi di Charleston potevano decidere se il Sud si sarebbe ritirato o meno in pace. Finché rimanevano sotto il controllo federale, essi sarebbero stati un odiato simbolo del potere nordista, ma un attacco del Sud contro di esse avrebbe infiammato l'opinione pubblica del Nord e probabilmente innescato una guerra civile. Inoltre, il primo colpo sparato da una delle due parti in causa sarebbe sembrato un palese atto di aggressione e avrebbe pagato un prezzo negli Stati cruciali posti al confine tra Nord e Sud: molti sudisti speravano quindi di riuscire a convincere Buchanan a consegnare pacificamente i forti.

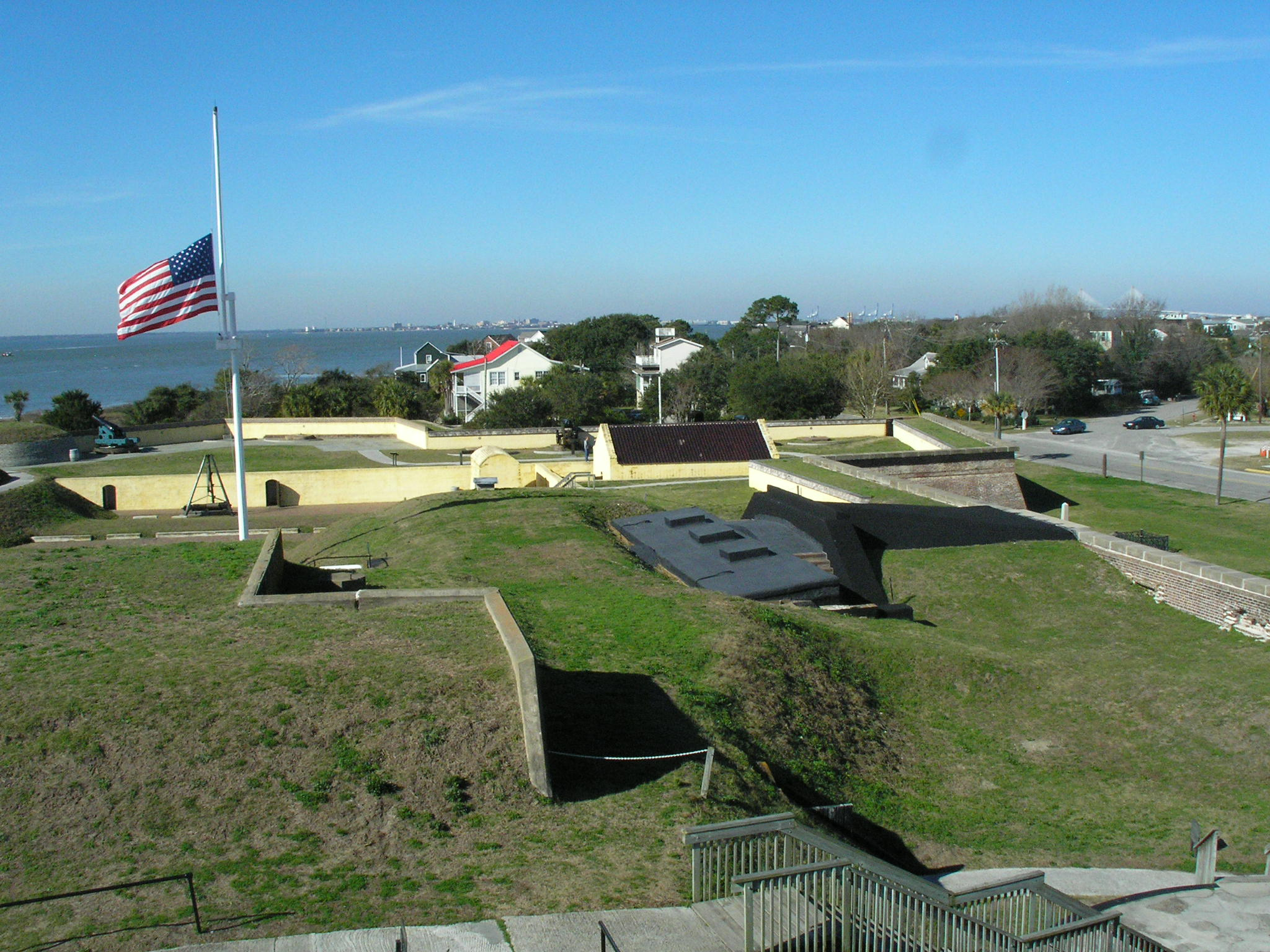
Fort Moultrie ai giorni nostri.

Poco dopo l'elezione a presidente di Lincoln, il presidente uscente e il segretario della Guerra John Buchanan Floyd incaricarono il maggiore Robert Anderson di assumere il comando di Fort Sumter e delle altre due installazioni federali vicine; Buchanan gli ordinò di mantenere il controllo dei forti, evitando qualsiasi atto che potesse provocare un'aggressione.
Il 27 dicembre Anderson evacuò il più vulnerabile Fort Moultrie per rafforzare Fort Sumter. Incontrandosi con diversi leader sudisti Buchanan riconobbe che le azioni di Anderson erano andate contro i suoi ordini, ma si rifiutò di rimuoverlo o di cedere i fortini. Sentitosi oltraggiato Floyd, che era originario della Virginia, si dimise. Buchanan prese in considerazione l'ipotesi di ordinare di tornare a Fort Moultrie, ma gli esponenti del Nord del governo, che ora costituivano la maggioranza del gabinetto, minacciarono di dimettersi. Il presidente uscente invece scrisse un messaggio pubblico in cui affermò che avrebbe fatto tutto il possibile per difendere Fort Sumter.
Il 5 gennaio decise di far giungere dei rinforzi inviando la nave Star of the West con a bordo 250 uomini e rifornimenti. Tuttavia Buchanan omise di chiedere al maggiore Anderson di fornire il fuoco di copertura per la nave tanto che questa fu costretta a tornare indietro senza aver potuto consegnare gli aiuti. Subito dopo il fallimento della spedizione, l'ultimo dei membri sudisti rimasto nel gabinetto si dimise. L'amministrazione discusse i modi per rafforzare Fort Sumter, ma Anderson non chiese rifornimenti e Buchanan si accontentò di passare la questione al nuovo presidente.
A febbraio la Carolina del Sud divenne parte degli Stati Confederati d'America e il Congresso confederato autorizzò il presidente provvisorio Davis a prendere possesso del forte utilizzando ogni mezzo ritenuto necessario; nessun attacco fu però sferrato fino alla fine della presidenza di Buchanan.
Il 3 marzo un messaggio di Anderson giunse a Buchanan affermando che le scorte di Fort Sumter stavano per esaurirsi. Il giorno seguente a Buchanan successe Lincoln, a cui fu lasciato il compito di occuparsi della crisi che alla fine divenne la guerra di secessione americana.

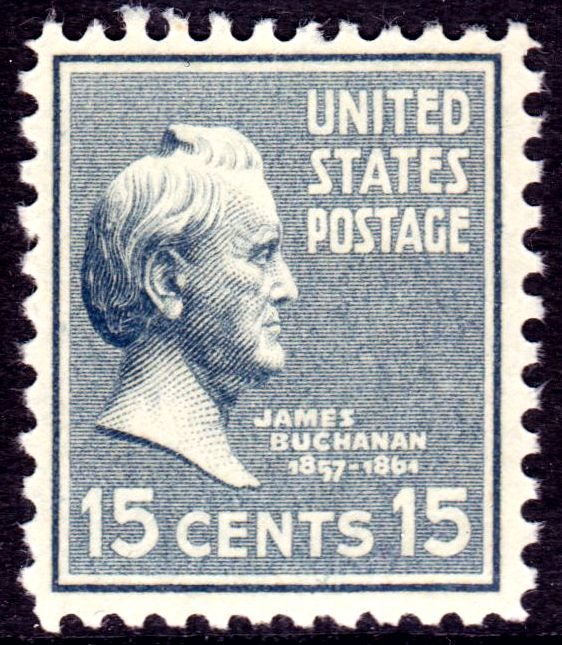
Un francobollo dedicato a Buchanan emesso nel 1938, durante la presidenza di Franklin Delano Roosevelt.

(Raimondo Luraghi, Storia della guerra civile americana BUR 1994, Vol. I, pag. 198.)

## Giudizio storico
(Raimondo Luraghi, Storia della guerra civile americana BUR 1994 Vol. I, pag. 120)

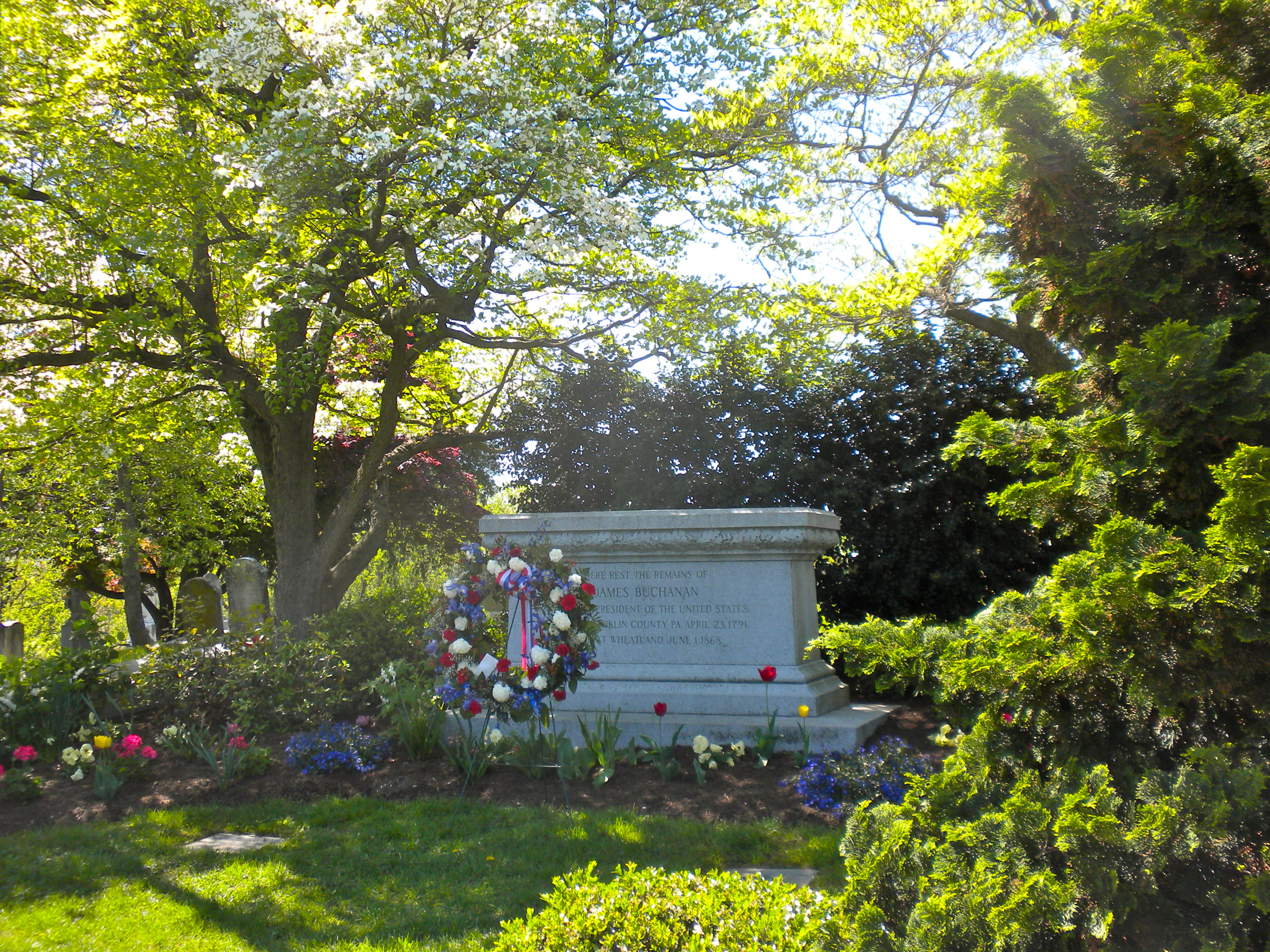
Tomba del presidente nel cimitero Woodward Hill di Lancaster (Pennsylvania).

Il giorno precedente alla sua morte Buchanan profetizzò che "la storia vendicherà la mia memoria". Gli storici hanno però messo a dura prova questa previsione e continuano a criticarlo per la passività dimostrata, poiché il dibattito intorno alla questione della schiavitù infiammò e divise il paese per tutta la seconda metà degli anni 1850; quando sono effettuati sondaggi su una classifica storica dei presidenti egli viene costantemente posizionato tra gli ultimi in graduatoria.
Molti lo considerano addirittura il peggior presidente in assoluto dell'intera storia degli Stati Uniti d'America in quanto proprio durante la sua amministrazione l'Unione prima si incrinò e poi si ruppe; quando Buchanan lasciò l'incarico incombeva la minaccia spettrale di una guerra civile.
Un sondaggio condotto dalla C-SPAN nel 2017 lo classificò come il presidente meno efficace di tutti i tempi; l'indagine chiese a 91 storici della presidenza di classificare i 43 ex presidenti (tra cui quello allora in carica, Barack Obama) in varie categorie per ottenere un punteggio complessivo. Buchanan si è piazzato ultimo. Le sue classifiche nelle varie categorie di questo sondaggio sono state: persuasione pubblica: 43°, capacità di comando: 43°, gestione economica: 43°, autorità morale: 43°, relazioni internazionali: 43°, competenze amministrative: 41°, relazioni con il Congresso: 42°, visione e impostazione di un programma operativo: 43°, perseguimento di una giustizia uguale per tutti: 43°, rendimento secondo il contesto dei tempi: 43°.
Il biografo Philip Klein cerca di spiegare le sfide che dovette affrontare:
Jean Baker è invece assai meno caritatevole:

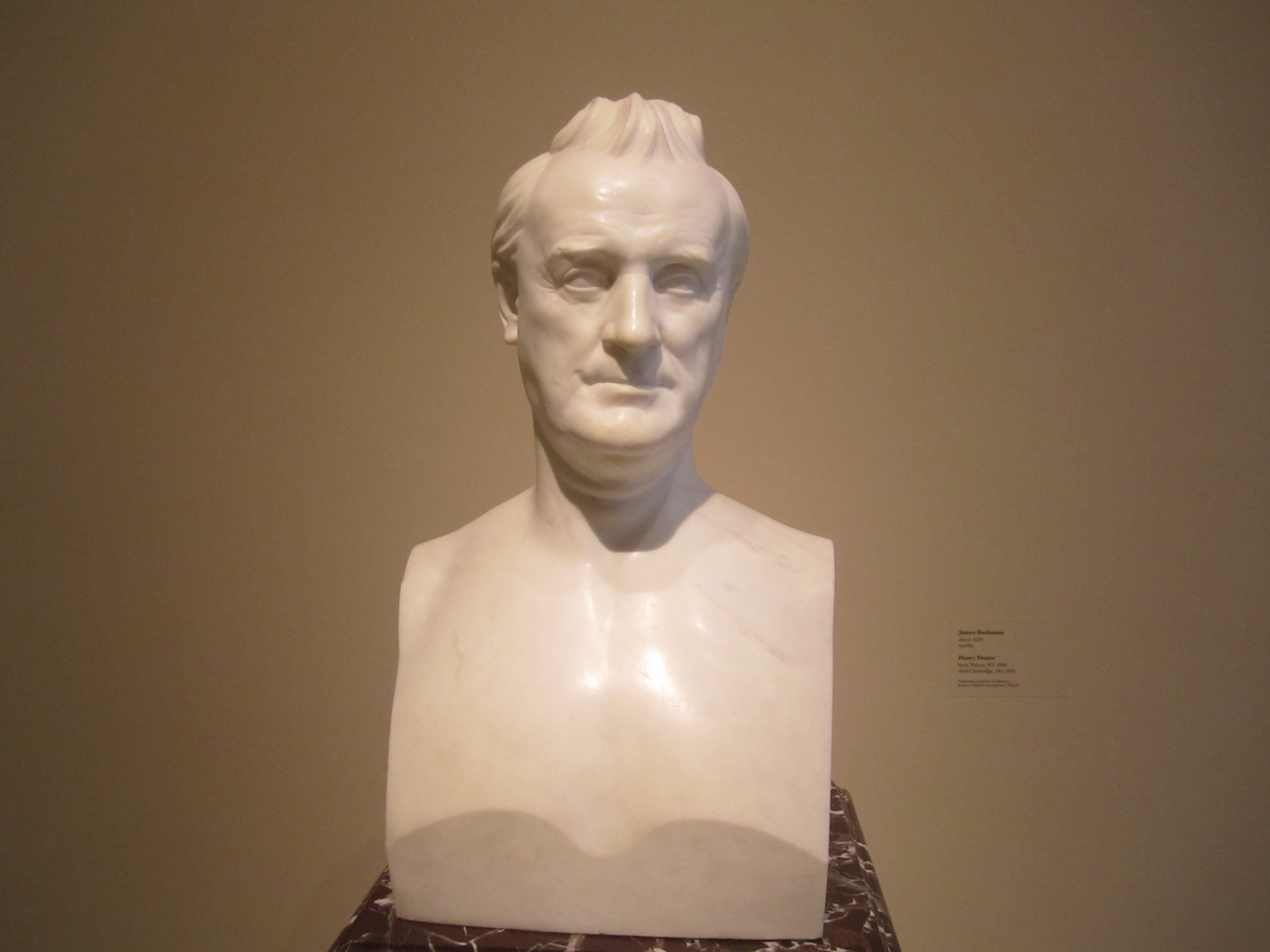
Busto del presidente alla "National Portrait Gallery" di Washington.

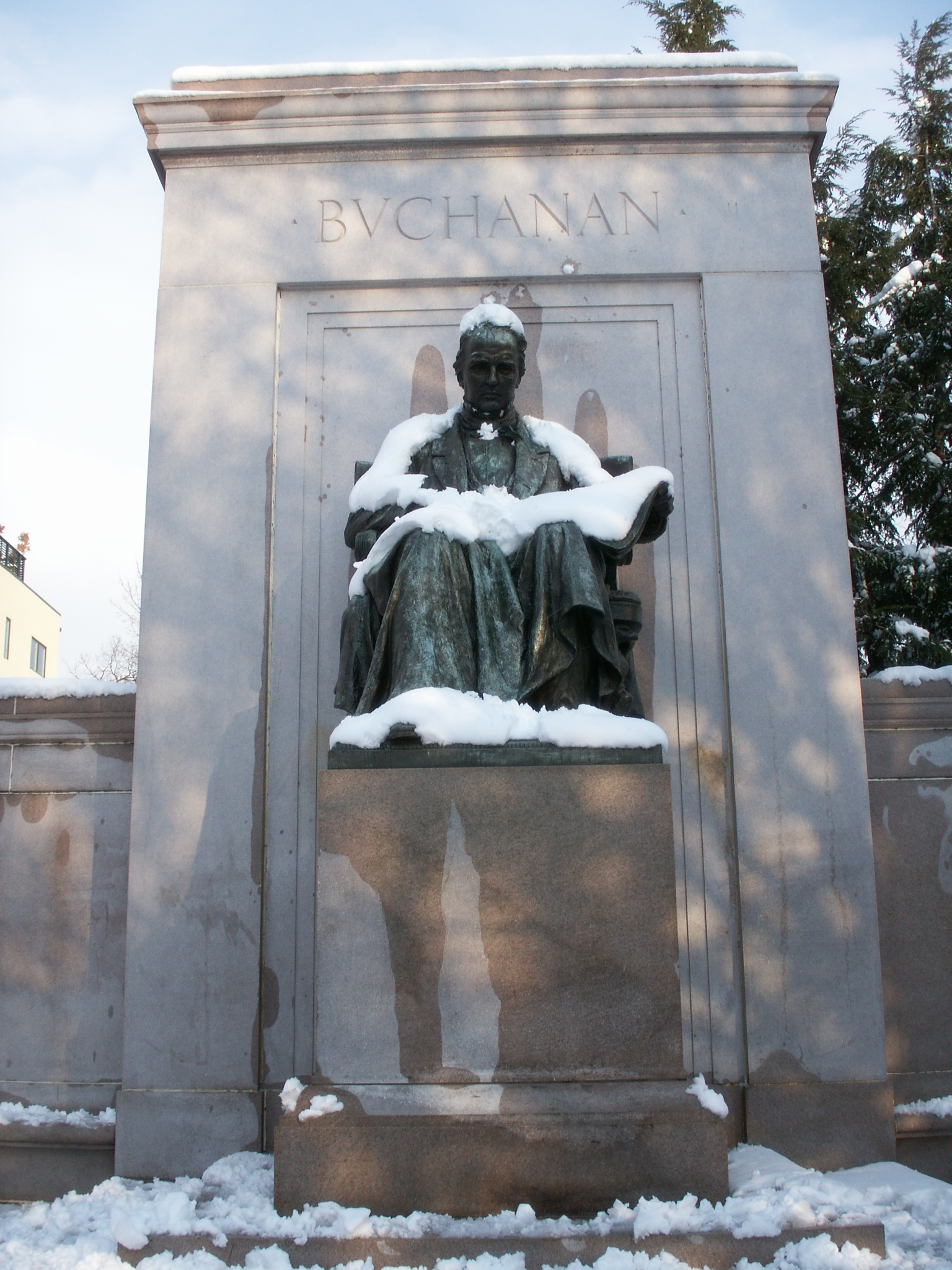
Il "James Buchanan Memorial" sotto la neve.

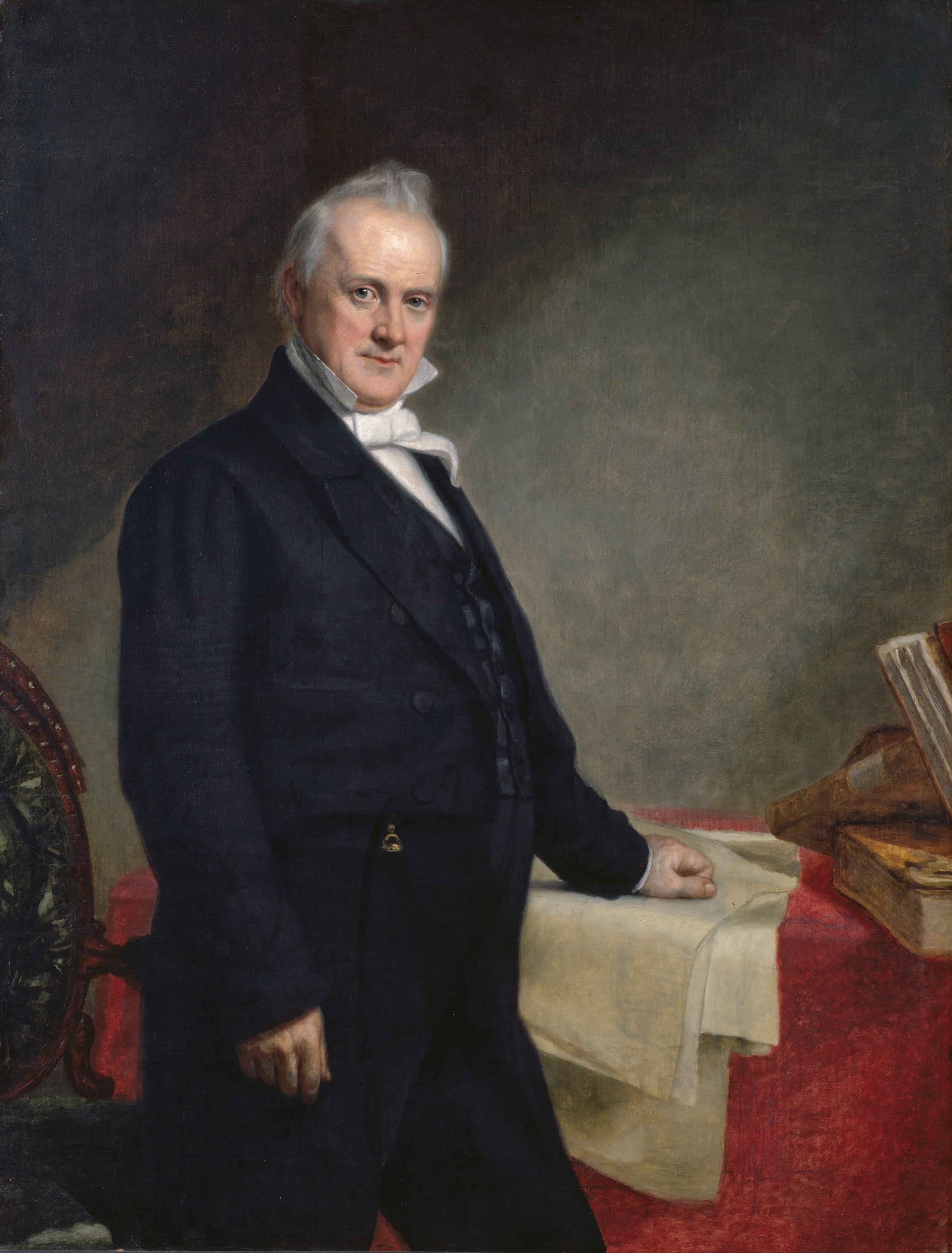
Ritratto ufficiale del presidente di George Peter Alexander Healy.

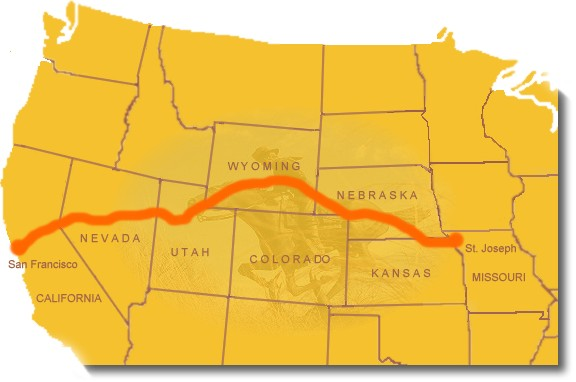
Mappa della tratta coperta dalla Pony Express attraverso il West.

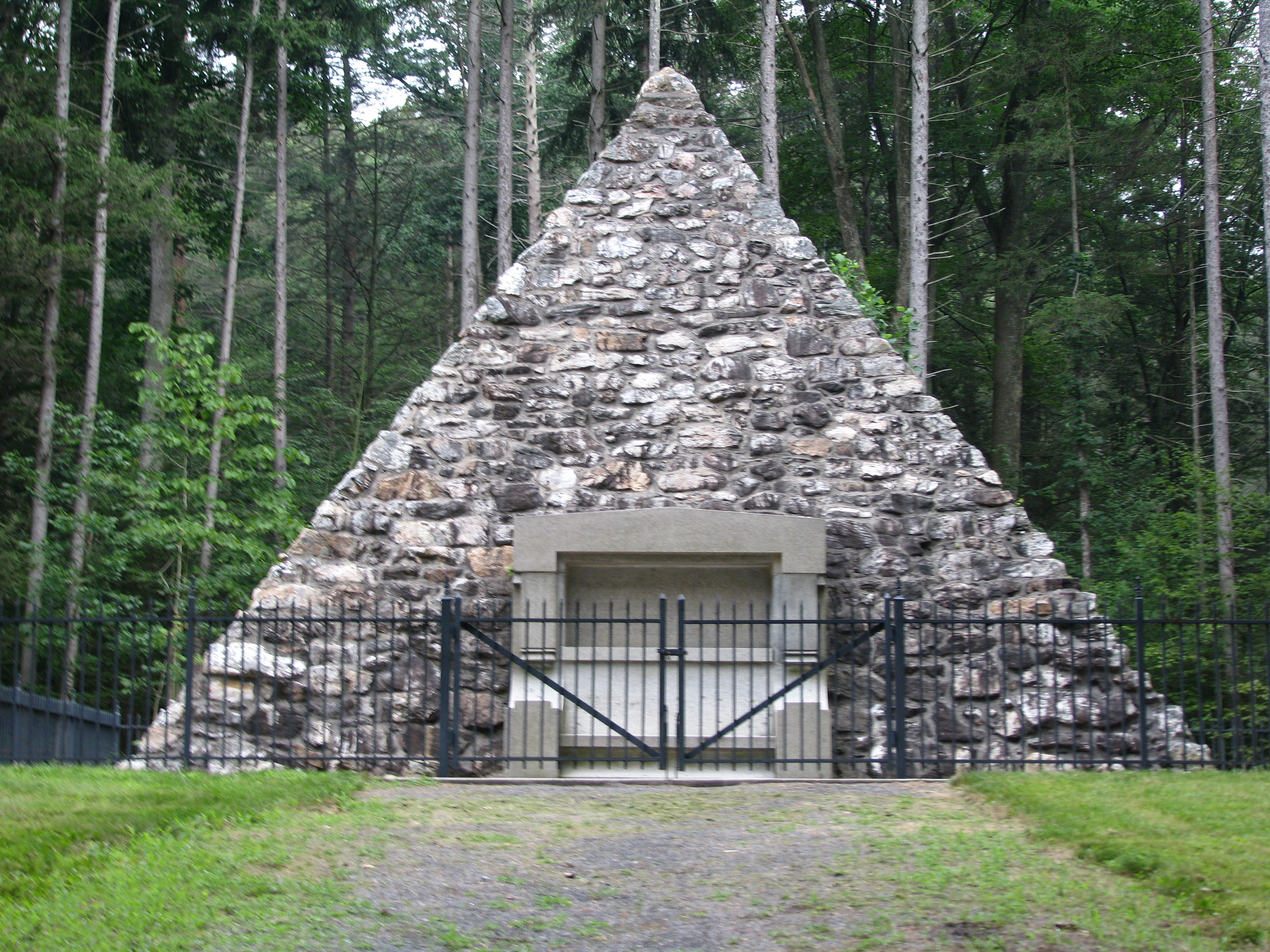
La piramide commemorativa nel "Buchanan's Birthplace State Park" della Contea di Franklin (Pennsylvania).

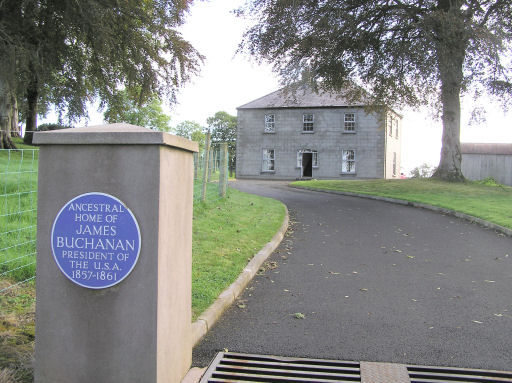
La casa natale degli antenati del presidente a Tyrone nell'Irlanda del Nord commemorata da una targa blu.

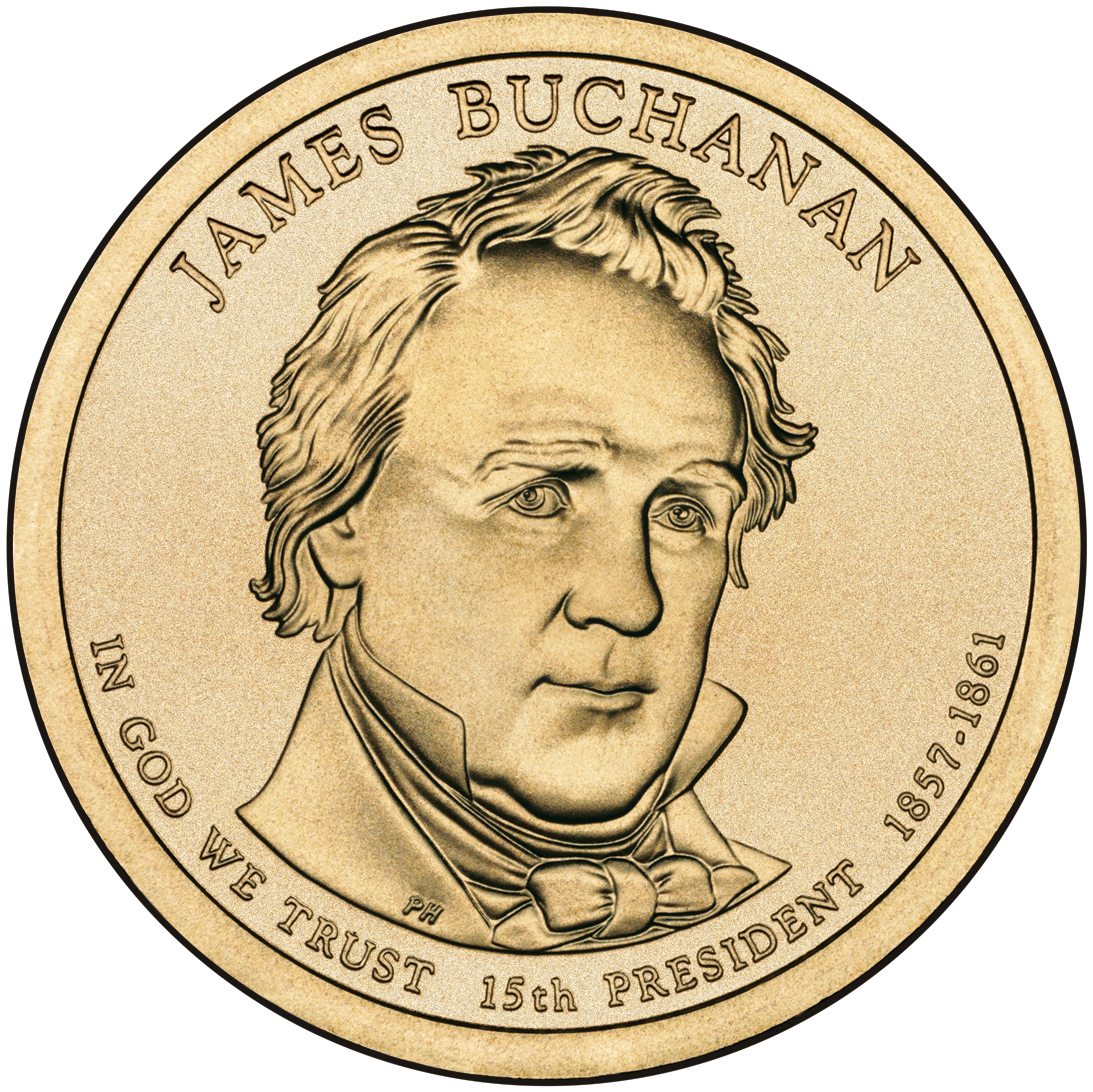
Il Dollaro presidenziale con l'effigie di Buchanan.

### Fonti primarie
- Buchanan, James. Fourth Annual Message to Congress. Archiviato il 12 settembre 2018 in Internet Archive. (1860, December 3).
- Buchanan, James. Mr Buchanan's Administration on the Eve of the Rebellion (1866)
- National Intelligencer (1859)

### Altre letture
- Binder, Frederick Moore. "James Buchanan: Jacksonian Expansionist" Historian 1992 55(1): 69–84. ISSN 0018-2370 Full text: in Ebsco
- Binder, Frederick Moore. James Buchanan and the American Empire. Susquehanna U. Press, 1994.
- Birkner, Michael J., ed. James Buchanan and the Political Crisis of the 1850s. Susquehanna U. Press, 1996.
- Boulard, Garry. The Worst President--The Story of James Buchanan iUniverse, 2015. ISBN 978-1-4917-5961-5.
- George Ticknor Curtis, Life of James Buchanan: Fifteenth President of the United States, vol. 2, Harper & Brothers, 1883.
- James M. McPherson, Battle Cry of Freedom: The Civil War Era, Oxford, Oxford University Press, 1988, ISBN 978-0-19-974390-2.
- Meerse, David. "Buchanan, the Patronage, and the Lecompton Constitution: a Case Study" Civil War History 1995 41(4): 291–312. ISSN 0009-8078
- Nevins, Allan. The Emergence of Lincoln 2 vols. (1960) highly detailed narrative of his presidency
- Quist, John W. and Birkner, Michael J. (eds.), James Buchanan and the Coming of the Civil War. Gainesville, FL: University Press of Florida, 2013.
- James Ford Rhodes, History of the United States from the Compromise of 1850 to the End of the Roosevelt Administration, vol. 2, Macmillan, 1906.
- Shelley Ross, Fall from Grace: Sex, Scandal, and Corruption in American Politics from 1702 to the Present, New York, NY, Ballantine Books, 1988, ISBN 978-0-345-35381-8.
- Silbey, Joel H., A Companion to the Antebellum Presidents 1837–1861, Wiley, 2014. pp 397–464
- Kenneth M. Stampp, America in 1857: A Nation on the Brink, New York, Oxford University Press, 1990, ISBN 978-0-19-507481-9. URL consultato il 7 novembre 2017 (archiviato dall'url originale il 26 maggio 2010).

### Prime fonti
- (EN) Opere di Presidenza di James Buchanan, in Progetto Gutenberg.
- Lavori della presidenza Buchanan presso Internet Archive
- James Buchanan Ill with Dysentery Before Inauguration: Original Letters Shapell Manuscript Foundation
- Mr. Buchanans Administration on the Eve of the Rebellion. President Buchanans memoirs.
- Inaugural Address Archiviato il 9 agosto 2020 in Internet Archive.
- Fourth Annual Message to Congress, December 3, 1860

| Controllo di autorità | LCCN (EN) sh85140440 · J9U (EN, HE) 987007565795305171 |